# Ігнатіус Доннеллі
Ігна́тіус Лойола Донне́ллі (англ. Ignatius Loyola Donnelly, 3 листопада 1831, Філадельфія — 1 січня 1901, Нінінгер) — американський політик-популіст і письменник.
Походив із сімейства ірландського іммігранта. Отримавши ім'я на честь святого Ігнатія Лойоли, від 1857 постійно проживав у Міннесоті, в ним же заснованому місті Нінінгер. Професійно зайнявся політикою 1859 року, виступивши прихильником Республіканської партії. У 1859—1863 роках його обрано віце-губернатором Міннесоти, у 1863—1868 роках — федеральний конгресмен від Республіканської партії. Зазнавши поразки на проміжних виборах, 1873 року заснував Антимонопольну партію і газету «Антимонополіст», у 1874—1878 роках обирався до сенату штату Міннесота. 1878 року знову висувався до Конгресу США, але зазнав поразки від кандидата-республіканця. Відійшовши від політичної діяльності, Доннеллі практикував як юрист та займався літературою. Після зародження робітничого руху в містах Міннесоти, 1884 року знову безуспішно балотувався в конгрес від Демократичної партії, в 1887 як незалежного кандидата його обрано до Палати представників штату. 1888 року безуспішно балотувався на посаду губернатора штату від коаліції фермерів та профспілок. У 1891—1894 роках обирався в сенат Міннесоти і в 1897—1898 роках до Палати представників штату. Учасник установчого з'їзду Популістської партії 1892 року, 1896 року виступав проти злиття Популістської та Демократичної партій. 1900 року був кандидатом у віце-президенти США, але невдало, що й спричинило його смерть.
У 1880-ті роки Доннеллі прославився псевдонауковими працями «Атлантида: світ до потопу» (Atlantis: The Antedeluvian World, 1882) і «Рагнарок: епоха вогню та піску» (Ragnarok: The Age of Fire and Gravel, 1883). У першій із цих книг письменник «обґрунтував» існування праматері світових цивілізацій — загиблого материка в Атлантичному океані; саме цей трактат викликав до життя безліч міфів та культів, присвячених Атлантиді, його цитували Блаватська, Штейнер та Черчвард. Американська асоціація сприяння розвитку науки обрала Доннеллі своїм дійсним членом. У другій книзі Доннеллі намагався співвіднести легенду про всесвітній потоп із періодичними зіткненнями планети Земля з кометами. Далі Доннеллі звернувся до шекспірівського питання, опублікувавши «Велику криптограму» (The Great Cryptogram, 1888) і «Шифр у п'єсах і на надгробку» (The Cipher in the Plays and on the Tombstone, 1899). У цих книгах він заявляв про розшифрування таємного коду, який свідчить про те, що справжнім автором творів Шекспіра був Френсіс Бекон, його авторству також приписано п'єси Марлоу та твори Сервантеса. Політик займався й художньою літературою: 1890 року опублікував під псевдонімом «Едмунд Буажильбер» роман-антиутопію «Колона Цезаря». У цьому романі показано Сполучені Штати 1988 року, керовані безжальною фінансовою олігархією; описано радіо, телебачення та отруйні гази. «Колона Цезаря» сприймалася як маніфест Популістської партії. Також опублікував роман «Доктор Юге» (Doctor Huguet, 1891), в якому джентльмен з Південної Кароліни виявляє свою свідомість у тілі негра, і «Золота сулія» (The Golden Bottle, 1892), про прилад для виробництва дешевого золота, який сприяє падінню капіталізму.

## Життєпис

### Роки становлення (1831—1856)

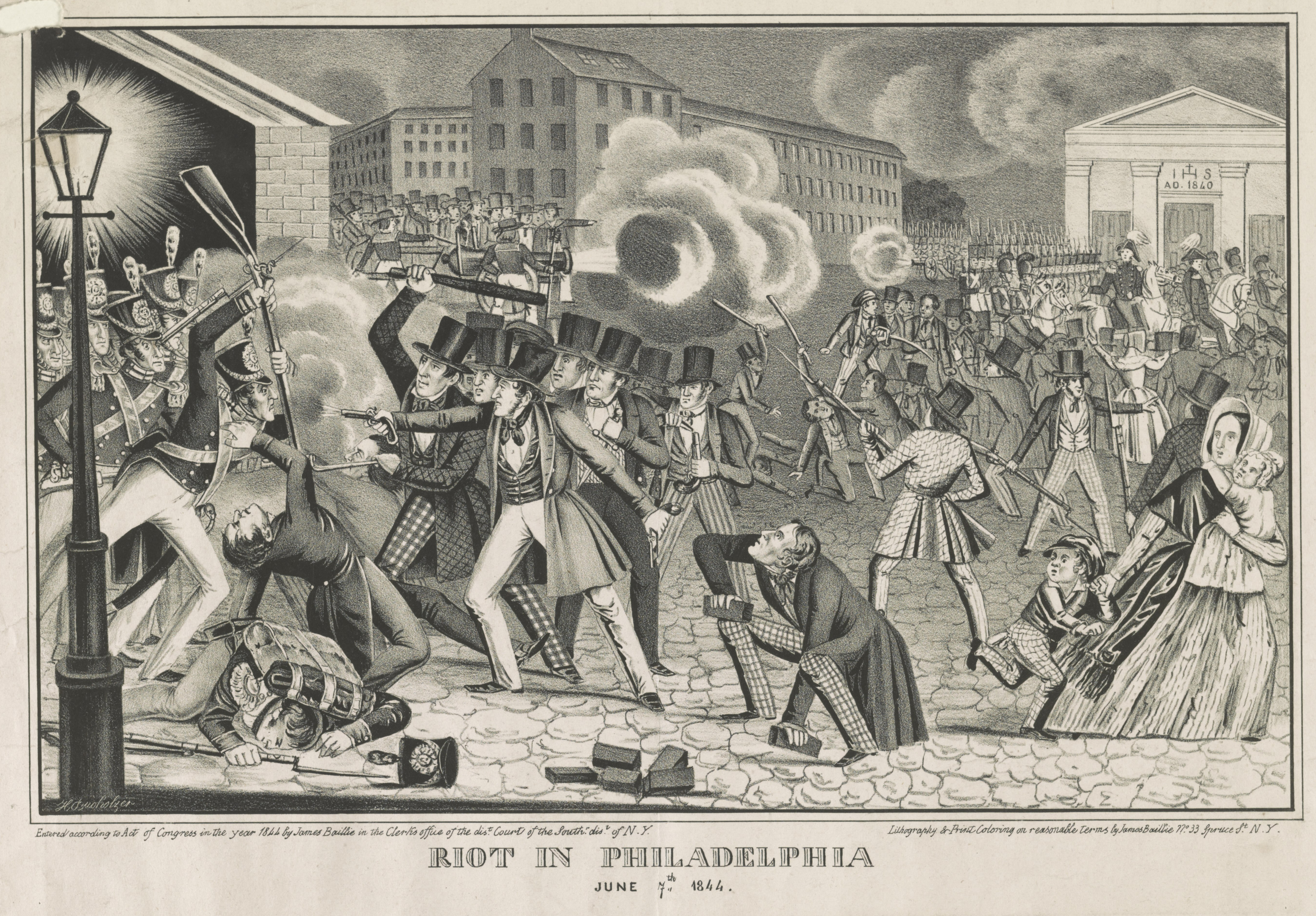
Зіткнення нативістів з ополченням штату Філадельфії 7 липня 1844 року. Літографія Г. Бухгольцера

Як свідчив сам Ігнатіус у складеній ним генеалогії, сімейство Доннеллі походило з Фінтони, графства Тірон у Північній Ірландії, і заявляло про спорідненість із кланом О’Нілів. Через загальне руйнування йоменів після наполеонівських воєн за океан подався і 20-річний Філіп Керрол Доннеллі. Він мав намір стати священиком і вступив до католицької семінарії в пенсільванському Піттсбурзі, але не зумів її закінчити і служив комівояжером у дядька. Далі Філіп зміг відкрити власну крамницю, яка обслуговувала фермерів із глибинки. 29 червня 1826 року він одружився з Кетрін Гевін, американо-ірландкою, родина якої також була з Тірона; син, охрещений Ігнатіусом Лойолою (на честь засновника Ордену єзуїтів), народився 3 листопада 1831 року. Далі Філіп вирішив навчатися на лікаря, а Кетрін забезпечувала сім'ю лихварством, в чому досягла чималого успіху завдячуючи жорсткому характеру, ораторським здібностям та відмінним діловим якостям. Філіп Доннелі досяг відкриття практики, але у віці 31 року помер під час тифозної епідемії, залишивши вдову з шістьма дітьми; Ігнатіусу було тоді сім років. Лікарем Філіп пробув лише два роки. Ігнатіус стверджував, що добре запам'ятав батька, а також, що Філіп був пристрасним шанувальником Френсіса Бекона. Мати не виходила вдруге заміж і цілком присвятила себе дітям; проте вдома панувала сувора дисципліна та релігійні порядки.
За часів молодості Доннеллі Філадельфію роздирали збройні сутички між католицькими емігрантськими громадами ірландців та німців. Вони переважно вступали до Демократичної партії, що породжувало звинувачення, що нові американські громадяни, не розбираючись у політиці, голосували так, як наказували священники. Протистояння досягло піку влітку 1844 року, пройшли погроми і було спалено дві з тринадцяти католицьких церков у місті. Доннеллі після цього відмовився від середнього імені «Лойола», проте завжди пишався ірландським походженням.

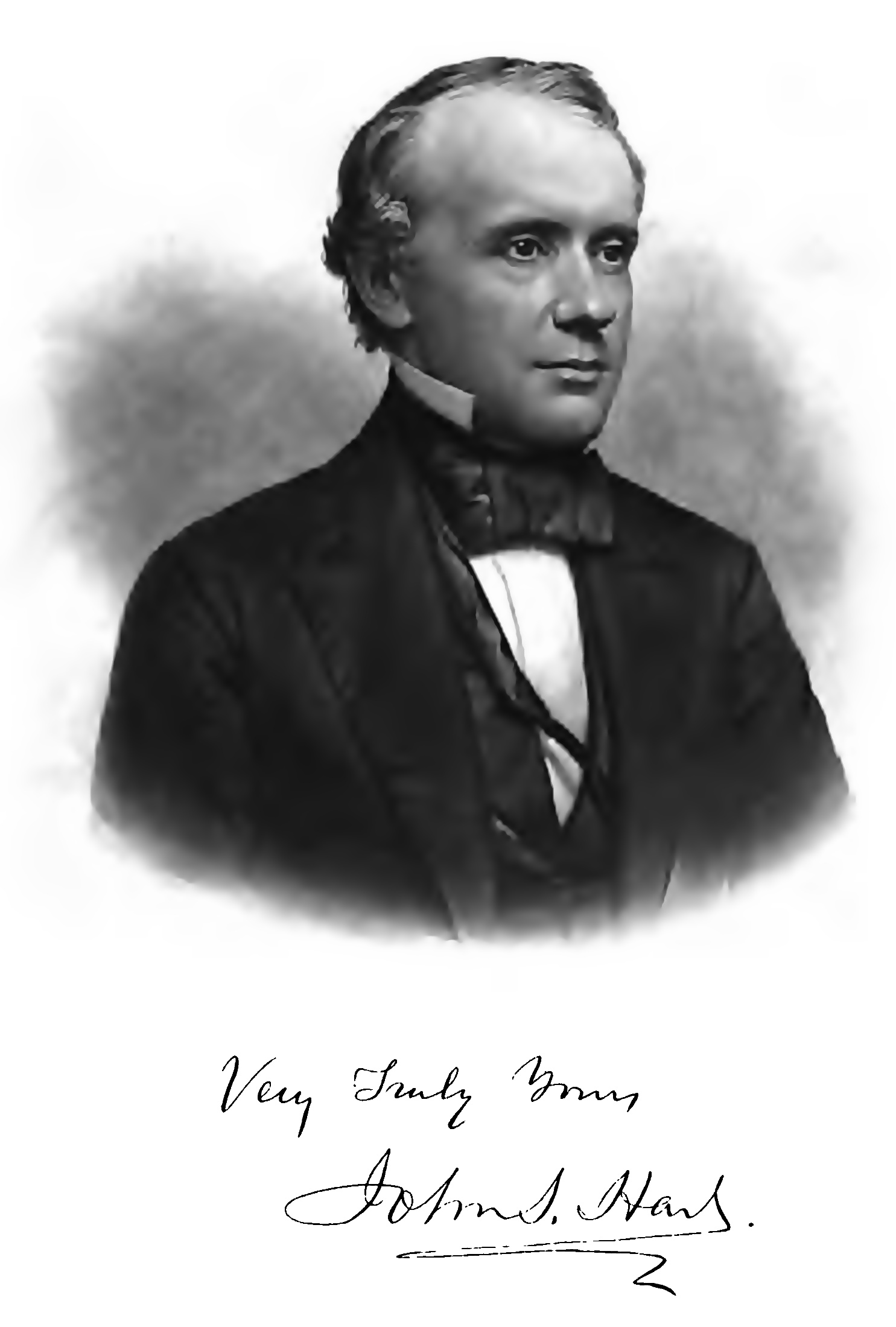
Джон Сілі Гарт

Попри релігійність, Філіп та Кетрін Доннеллі давали своїм дітям світську освіту у державних школах. Згодом Ігнатіус стверджував, що роки навчання були найщасливішими в його житті, а інститут загальноосвітніх шкіл давав краще щеплення від фанатизму будь-якого роду. Початкову освіту він здобув у граматичній школі Рінгольда в передмісті, а далі перейшов до престижної Центральну школу, в якій навчався до 1849 року. Директором Центральної школи був Александр Бейч, який упровадив передову програму, що включала математику, фізику, природознавство, хімію, французьку, латинську й грецьку мови, та малювання. Ця програма була на рівні деяких американських університетів і призначалася для виховання майбутніх «аристократів духу» — лідерів нації. Доннеллі під його керівництвом став затятим читачем, який однаково цінував «Кентерберійські оповіді» Чосера і «Подорожі» Гаклюйта. Вчителем літератури був Джон Гарт («найаристократичніше вихована людина в США, включно з президентом»), для якого «божествами англійської мови» були, крім Чосера, Мілтон, Спенсер і Шекспір, і який знав усі їхні твори напам'ять, постійно цитував і того ж чекав від учнів. Крім того, Гарт прищепив Доннеллі звичку вивчати першоджерела, а також читати збірки прецедентів, яких у його особистій бібліотеці налічувалося понад сто. Вчитель розкрив у Ігнатіусі літературний талант, залучив до створення прози та широкого використання поезії у повсякденному мовленні, і поставив редактором шкільної газети The Minute Book. В архіві Доннеллі зберігся примірник її випуску зі сонетом «Життя» самого Ігнатіуса — явним наслідуванням Шекспіра. У школі він набув низку звичок на все життя: наприклад, записувати ідеї, що спали на думку, в будь-якій обстановці, навіть якщо доводилося прокидатися і вставати з ліжка. Атестати, що збереглися, втім, свідчать, що оцінки Ігнатіуса з математики були посередніми, так само як і з природознавства й географії. Німецьку мову він так і не опанував, хоч, ставши дорослим, намагався читати Гете, і міг порозумітися, змішуючи німецькі слова з голландським вуличним жаргоном, поширеним у Філадельфії. У 17-річному віці він намагався всерйоз займатися поезією, але в результаті виходили агітаційні вірші (тоді Ігнатіус вступив до руху «Молода Америка», а потім у Демократичну партію). Він навіть надіслав свої опуси на схвалення Оліверу Голмсу, який надіслав докладний відгук, м'яко закликавши Доннеллі самому оцінити «відповідність найвищим вимогам, що становлять справжній поетичний характер». У 1850—1852 роках Ігнатіус опублікував кілька слабких віршів, з яких найвизначнішим був «Лісовий фонтан», надрукований у «Graham's Magazine». Молодша сестра Елеонора Доннеллі згодом прославилася як католицька поетеса.
Закінчивши школу, Доннеллі не побажав працювати в сімейному ломбарді і влаштувався для вивчення юриспруденції в контору Бенджаміна Брюстера, в якій пропрацював три роки. 1852 року він відкрив власну адвокатську контору; в документах, що збереглися, за 1852—1856 роки значиться понад 150 справ, які переважно стосуються розбору особистих конфліктів. Заробітки були малими та нерегулярними, а один із клієнтів заборгував 150 доларів — дуже значну на ті часи суму, причому його справа об'єднувала 29 окремих випадків. Мабуть, із подачі Брюстера Ігнатіус професійно зайнявся політикою. Програма Демократичної партії приваблювала його тим, що це була єдина в США сила, яка поблажливо ставилася до емігрантів та католиків. Перші публікації Доннеллі були спрямовані проти Гораса Ґрілі, причому молодий політик спробував проаналізувати його погляди з погляду модної френології. За словами біографа Девіда Андерсона, так вперше виявилися псевдонаукові інтереси Ігнатіуса, які через три десятиліття привели його до написання «Атлантиди». 4 липня 1855 року Доннеллі дебютував на мітингу Демократичної партії, у своїй промові закликавши зрозуміти, що емігранти «запліднюють» Америку, а республіка така велика і її інститути настільки життєздатні, що вберуть і перемішають у собі всіх, і перетворять прибульців через океан на справді демократичну націю. Ігнатіус привернув до себе увагу сенатора Брекінріджа, завдяки протекції якого його було відібрано для виборів до законодавчих зборів штату, але кандидатуру довелося зняти за день до початку голосування, оскільки проти нього виступила Liquor League — організація авторитетних власників.
У вересні 1855 року Доннеллі одружився. Зі своєю нареченою Кетрін Маккефрі він зустрівся в День усіх святих 1854 року. Вона походила з релігійної сім'ї ірландців-католиків, тож спочатку стосунки складалися непросто: на той час молодший Доннеллі відійшов від усіх форм церковного життя. На думку Д. Андерсона, мабуть, він вважав релігію «жіночою справою». Мати не схвалювала вибір Ігнатіуса, можливо, через невисоке соціальне походження родини нареченої. У щоденнику Доннеллі роздратовано писав, що «диспуту про геральдику не місце в ломбарді». У липні 1855 року він був змушений піти на розрив із сім'єю (сестри стали на бік Кетрін Доннеллі), і в результаті ні він, ні Кетрін Маккефрі не спілкувалися з матір'ю та свекрухою протягом п'ятнадцяти років. Навіть народження первістка, названого Ігнатіусом Керролом, не покращило стосунків. Заробітки Ігнатіуса зросли, коли він увійшов до керівництва будівельним кооперативом, який збирав кошти та будував будинки для німецьких поселенців. До 1856 Доннеллі був юрисконсультом у п'яти подібних асоціаціях, і виявився під підозрою в розтраті, причому одним з обвинувачів був його двоюрідний брат Джон Дюрос. Той заявив, що Ігнатіус Доннеллі, користуючись довіреністю від сестри, використав своє становище, щоб вигідно перепродати землі фірмі Union Land and Homestead Building Association. Ігнатіус влаштував публічний розгляд, був виправданий, але його глибоко вразило, що мати підтримала обвинувачів.

### Шлях на Захід (1856—1863)

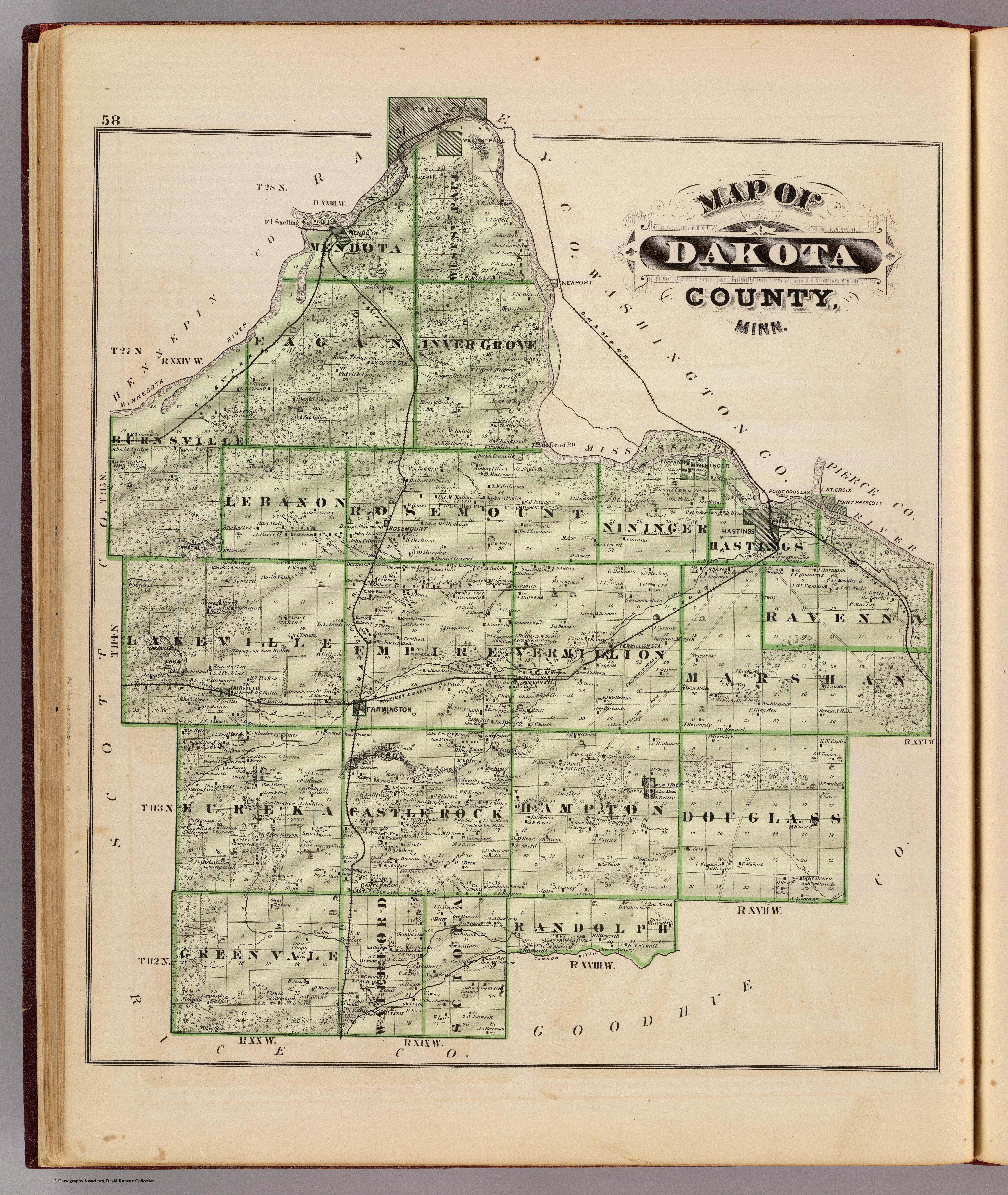
Карта округу Дакота з «Атласу штату Міннесота» 1874 року, де позначено Нінінгер і будинок Доннеллі

Судячи з матеріалів архіву Доннеллі, 1856 року він твердо вирішив залишити Філадельфію й шукати щастя на Заході. Вперше ця ідея міститься в його щоденнику та листуванні від 1852. Про Міннесоту він міг дізнатися ще 1849 року, коли конгресмена від Пенсільванії Александра Ремсі призначено першим губернатором цієї території. Одним із лобістів інвестування в Міннесоту був Джон Нінінгер — чоловік сестри Ремсі. Вона вчилася музиці в друга Доннеллі, і так відбулося знайомство. Ігнатіус вирішив вирушити на розвідку, розрахувавши бюджет двомісячної поїздки на 600 доларів; вагітна Кетрін залишалася вдома. 14 квітня 1856 року Ігнатіус залізницею рушив у дорогу, яка закінчувалася на той час в Айова-Сіті. Неосвоєна прерія не викликала ентузіазму парубка. Тим більшим контрастом стало прибуття 7 травня до Сент-Пола, в якому Доннеллі представлено екс-губернатору Ремсі, банкірам і навіть голові щойно заснованого Історичного товариства Міннесоти. Нінігер був майже неписьменним, хоч і мав велику життєву кмітливість; Ігнатіус подався оглядати з ним потенційне місце для міста в окрузі Дакота. Там Доннелі записав у щоденнику, що відчув «як моє життя якимось чином буде тісно пов'язане із цим місцем». Він запропонував назвати поселення Нінінгером і почав переговори про вкладення, хоча йому пропонували влаштуватися в Чісаґо, яке вже освоїли шведські іммігранти. 28 травня він повернувся до Філадельфії. До кінця року Ігнатіус ще двічі приїжджав до Сент-Пола, щоб оцінити кліматичні умови різних сезонів. У травні 1857 Доннеллі остаточно ухвалив рішення про переїзд. Для залучення поселенців у Філадельфії розпочали видавати газету Emigrant Aid Journal, перший номер якої випущено двома мовами, англійською та німецькою, далі планувалося продовжити видання вже в Нінінгері. У пресі Нью-Йорка друкували рекламу, а в порту поширювали рекламні листівки. Потенційним поселенцям пропонували придбати членство у Товаристві сприяння Нінінгера за 25 доларів, що гарантувало проїзд до місця (котрий коштував близько 15 доларів). Планувалося навіть домовитися про запуск трансатлантичної лінії з Глазго.
Доннеллі активно взявся за розвиток міста. Він переконав друзів із Філадельфії та Сент-Пола підписатися на 1000 доларів для будівництва готелю, розпланував місто та його околиці, і заздалегідь зафрахтував баржу для перевезення людей та вантажів. Він також закупив та доставив на місце матеріали для будівництва власного будинку. Цим проєктом керував старший брат Джон Гевін, який відразу став пиячити і скандалити, а після повернення додому поширював про Ігнатіуса ганебні чутки. До того ж, Нінігер розташовувався всього за дві милі від Гастінґса, який швидко розвивався і вже налічував дві тисячі жителів. Економічна криза 1857—1858 років та перетворення Гастінґса на адміністративний центр округу Дакота остаточно поставили крапку на містобудівних планах. На той час було збудовано близько сотні будинків, і навіть засновано Сільськогосподарське товариство округу Дакота, але далі довелося поспішно розпродувати ділянки та боргові зобов'язання, щоб повернути втрати та уникнути сплати податків. Це не найкраще позначалося на репутації Ігнатіуса, ще не відновленій від колишніх скандалів. Основним джерелом доходів Доннеллі (Кетрін народила другу дитину — дочку Мері) стала юридична практика, основним клієнтом був екс-губернатор Ремсі. Він також познайомився з лікарем та спічрайтером Ремсі — Томасом Фостером, чия резиденція була неподалік Нінінгера. Фостер залучив Ігнатіуса до роботи місцевого відділення Республіканської партії, і на конвенті його обрано секретарем. Втім, судячи зі щоденника, Доннеллі не ставився до політики серйозно.
Через фінансові труднощі Кетрін 1859 року відправлено з дітьми до Філадельфії. На республіканському зльоті в Гастінгсі в липні 1859 Доннеллі несподівано обрали кандидатом на посаду віце-губернатора (лейтенант-губернатора в американській термінології) штату Міннесота, і він переміг. У пресі його називали «вундеркіндом», бо політику-дебютанту було лише двадцять вісім років. Крім того, його обрано прес-секретарем республіканців, і Доннелі надрукував майже 50-сторінкове звернення до виборців штату, в якому заявив про неприйняття рабства («цього пережитку варварства») та заборону на дискримінацію за походженням, релігією чи національністю. Кетрін дізнавалася, чи багато йому платять, бо приховувати величезні борги Доннеллі ставало все складніше. Демократи розгорнули в пресі велику кампанію, напираючи на те, що Доннеллі — ірландець-католик, а може, й переодягнений священник, про що нібито свідчило його середнє ім'я. На нативізм сам Ігнатіус реагував болісно.
Новоспечений 28-річний віце-губернатор досить швидко здобув повагу своїх політичних супротивників, у чому йому допомагала відмінна освіта та досвід юриста. Було ухвалено непопулярне рішення про зниження платні чиновникам удвічі (губернатору штату до 1000 доларів на рік), заощаджені кошти передбачалося пустити на заснування нових поселень. Сам Доннеллі просував зниження відсоткової ставки за боргами та запровадження нового положення про банкрутство. Пояснювалося це тим, що спорожнілий Нінінгер перебував у повній руїні, а борг Ігнатіуса до 1860 досяг 5000 доларів, у нього не було грошей утримувати сім'ю в Сент-Полі. Кетрін переконала його здавати землі в оренду фермерам, посилити присутність в Асоціації аграріїв і вступити в частку з братами-сусідами Гейсами. Після закінчення сесії легіслатури штату губернатор Ремсі відбув до Вашингтона. Доннеллі залишили виконувати обов'язки губернатора, яких було небагато; тоді Сент-Пол ще не був з'єднаний телеграфною лінією зі Східним узбережжям. У цей період Ігнатіус взявся за самоосвіту і більшість часу проводив у бібліотеці штату, набираючи матеріали для лекцій та агітаційних виступів. Для душі він читав історичні твори Шлегеля та Гізо й «Анатомію меланхолії». Також ірландець перейнявся повагою до Наполеона, і згодом у своїй бібліотеці встановив його бюст. Платня політика становила 36 доларів на тиждень, тобто 2500 доларів на рік.
Напередодні громадянської війни Доннеллі розробив стратегію залучення електорального ресурсу німецьких, скандинавських та ірландських поселенців у Міннесоті, які традиційно голосували за демократів. Ще 1858 року він опублікував звернення «Трудящим Старого Світу!»(Газета St. Paul Minnesotan від 18 липня 1858 року), в якому ставив перед читачами дилему: якщо людство приречене «дертися по сходах, що ведуть від варварства до висот цивілізації», то Новий Світ звільнив багато сходинок нагору, зайнятих у Європі аристократами. У цій ситуації Демократична партія, «віддана Півдню та рабству», протиставлялася Республіканській партії, яка «не мала у своєму минулому нічого ганебного та похмурого», і «цілком керується принципами Декларації незалежності». Вперше висловлена в цій статті формула «віддаючи незмінну справедливість чорним, просувати гідність та сприяти благополуччю білої раси», використовувалася в тому чи іншому вигляді до кінця життя Доннеллі. Коли війна почалася, Ігнатіус не приховував симпатій до Союзу і виголосив промову на підтримку радикальної республіканської політики. Зокрема, він заявив, що «повстання проти справедливого і благодійного уряду є найогиднішим зі злочинів, який заслуговує на найстрашніше з покарань». На жителів півдня-розкольників повинен упасти «гнів усієї нації, і вони впадуть, і будуть спопелені вогнем, як у давнину, коли на бунтівників сходив гнів Божий». Пізнього літа 1862 року в Міннесоті почалося повстання індіанців сіу. Основною причиною стало те, що аборигени вичерпали всі запаси хліба в резерваціях, які були на складах, проте федеральні фонди для оплати постачання індіанцям не було перераховано. 15 серпня представник індіанських агентів цинічно запропонував аборигенам «їсти траву», вони вбили його і набили рота трупу тією самою травою з прерії, а потім почали грабувати склади в Нью-Ульмі. Придушення повстання очолив Олександр Ремсі. Доннеллі теж приєднався до карального загону, і хоча особисто не брав участь у битві при Форт-Риджелі, 28 серпня опублікував репортаж про вихід цивільного населення із зони конфлікту. Це додало симпатій військових до республіканців.

### Конгресмен. Мінливість політичної кар'єри (1863—1880)

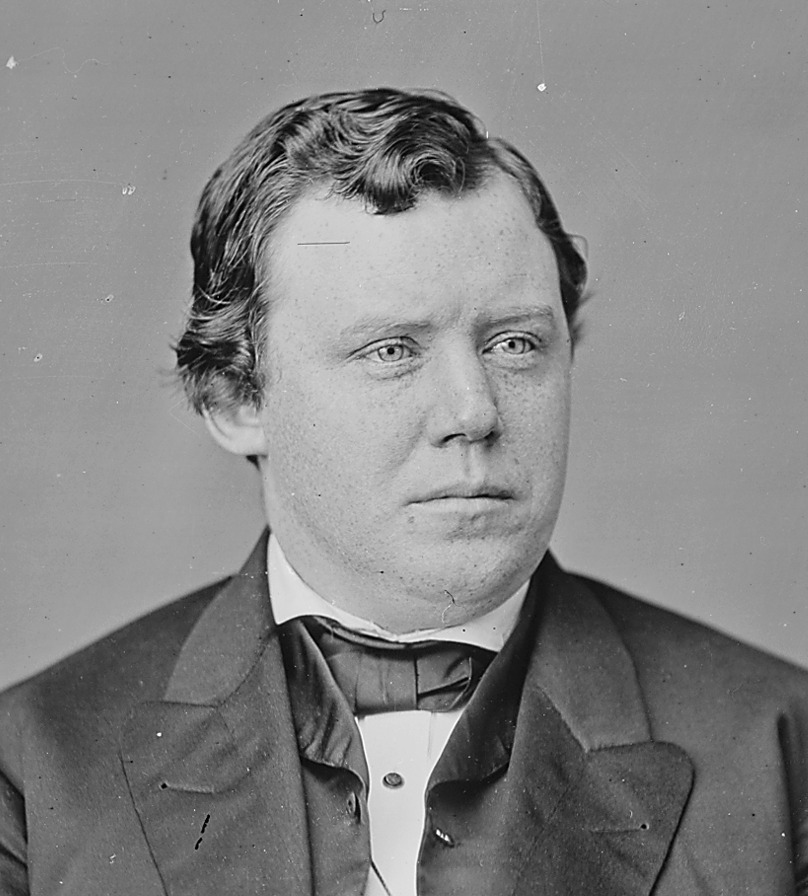
Ігнатіус Доннеллі — конгресмен

Восени 1862 року Доннеллі звернувся особисто до президента Лінкольна з проханням дозволити агітацію для обрання до Конгресу, оскільки перемога республіканців у Міннесоті була під загрозою. Передвиборну агітацію він вів на ярмарку округу Дакота, у своїй промові заявивши, що головною силою Америки є невід'ємне право на владу для всього народу, тоді як на Півдні було зроблено спробу знищити це становище. Співіснування двох різних суспільств у рамках однієї держави нестерпне, тому «на благо всього людства, вільний уряд має перемогти». На Різдво 1862 стало ясно, що Доннеллі пройшов до Палати представників, ставши четвертим представником від штату Міннесота. Привітання надіслала навіть мати.
Першу промову в Палаті представників Ігнатіус Доннеллі виголосив 27 лютого 1864 року на підтримку діяльності Федерального імміграційного бюро. Він заявив, що саме собою існування мільярда акрів вільних земель по той бік Атлантики, і мільйонів «бідних людей, які страждають від пригнічення», у Старому Світі створює ґрунт для результату, в якому «обрані раси людства зможуть зайняти обрані землі світу». Іншими словами, він синтезував джефферсоніанство і доктрину явного призначення, що не справило великого враження. За чутками, переданими газетою St. Paul Pioneer, президент Лінкольн навіть заявив, що всі конгресмени виголошують ту саму промову на новий лад. У вересневій програмній промові 1864 року Доннеллі говорив про майбутню реконструкцію, і певною мірою вплинув на формування порядку денного. Тим не менш, Ігнатіус зіткнувся зі сильною опозицією демократів, у пресі педалювалися чутки про його шахрайські вчинки у Фідалельфії та ренегатство в Міннесоті, що не завадило йому переобиратися в тому ж 1864 і 1866 роках. Однак через розкол Республіканської партії 1868 року Доннеллі програв 2300 голосів своєму конкуренту. Цьому сприяла підтримка імпічменту президента Ендрю Джонсона, гучна заява про надання виборчого права неграм у Міннесоті та підтримка маніфесту Вейда — Девіса від 5 серпня 1864 року. Спочатку конгресмен лобіював інтереси залізничних компаній Дакоти, Гастінгса та Заходу, отримуючи винагороду акціями, але потім зайняв радикальну позицію щодо націоналізації інфраструктури. Згодом це також стало основою численних звинувачень. Він також підтримав створення Національного бюро освіти, яке мало займатися просвітництвом та працевлаштуванням звільнених рабів і просував ідею лісонасаджень у преріях. Підтримав він і законопроєкт про купівлю Аляски, який обговорювався наприкінці його перебування в Конгресі.
Після провалу на виборах Доннеллі мусив заробляти на життя, обійнявши посаду вашингтонського кореспондента St. Paul Dispatch. У веденій ним колонці він все критичніше ставився до курсу республіканців, заявивши 1 березня 1870 року, що вони мають «вибирати між народом і капіталістами». Того ж року він спробував включитися в кампанію проти тарифної політики, яка, в його розумінні, обмежувала права колоністів Заходу на догоду великим господарствам Східного узбережжя. Він отримав підтримку новоствореної Народної партії, але на виборах у Міннесоті набрав всього 2600 голосів (за загальної кількості виборців 32 000), оскільки в цей сезон ціни на пшеницю підскочили на 40 % порівняно з попереднім роком, і фермери «не відчували себе жертвами». 1871 року Ігнатіус повернувся з Вашингтона в Нінінгер, де займався своїми земельними володіннями і підробляв публічними лекціями. Оскільки Ліцей Міннесоти, де вони проходили, та рекламні агенти вимагали невідповідної плати, Доннеллі підготував два цикли виступів: «Шість років у Вашингтоні» та «Американські гумористи». У щоденнику він описав власний ораторський метод: уникати тематики, яка зачепить політичні та релігійні почуття потенційної аудиторії, не нав'язувати слухачам власні погляди, і враховувати, що серед глядачів можуть виявитися освіченіші й компетентніші люди, ніж сам виступаючий. Щодо стилю, треба уникати сухості та нав'язливості, але й не прагнути загравати з публікою, не слід вважати, що глядачі дурніші за оратора. «Треба прагнути… наставляти без педантизму, подобатися, не втомлювати, і розважати, не стаючи блазнем».
Доннеллі зайняв опозицію фракції Гранта в Республіканській партії та надалі відбувалася радикалізація його політичної позиції. 1872 року він вів активну кампанію за обрання Гораса Ґрілі на пост президента, але той зазнав поразки. Від 1873 Ігнатіус Доннеллі був залучений до створення робітничої партії, і в результаті був обраний у сенат штату від новоствореної Антимонопольної партії. У сенаті 1874 року він став визнаним лідером радикалів, активно лобіюючи федеральний контроль за лісозаготівлями, банківськими та страховими компаніями, а також інтереси залізниць. Того ж року він заснував власну газету «Антимонополіст». 1875 року партія пережила розкол, а Доннеллі очолив Незалежну антимонопольну партію, яка 1876 року увійшла до коаліції з Партією грінбекерів. Ігнатіуса обрали головуючим на національному конгресі грінбекерів, але не висунули кандидатом у федеральний Конгрес. Зрештою 1878 року він повернувся в до демократів.
Передвиборна кампанія мала бути «брудною» (були заготовлені бюлетені для вкидання) і вимагала значних витрат. Скарбник штабу Доннеллі — редактор St. Paul Globe Харлан Голл — підрахував, що мінімальна сума, необхідна для перемоги, була 3000 доларів, тоді як зібрати вдалося всього 640. Протистояти доводилось могутній Асоціації мірошників Міннеаполісу, яка монополізувала і без того монокультурний ринок пшениці, оскільки хлібних бірж не було ніде в штаті. Головою асоціації був Вільям Вошберн, який був головним супротивником Ігнатіуса. Доннеллі навіть вагався, чи брати йому участь у виборах. Під час передвиборчої кампанії він старанно обходив місцеві проблеми та звертав уми слухачів до питань національного масштабу, наприклад, порівняльної вартості паперових, золотих та срібних грошей. За своїми економічними поглядами Доннеллі все життя був інфляціоністом, вважаючи, що кількість грошей в обігу має бути прив'язана до реальних потреб людей, права яких опинилися під загрозою через змову монополістів. Штаб Вошберна розгорнув широкомасштабну інформаційну кампанію, в якій було відроджено давно забуті скандали навколо імені Доннеллі, його звинувачували так само і в «папізмі» (і в прихованні другого імені «Лойола»), в «комунізмі». Приводом для чергового скандалу стало звернення Доннеллі до конгресмена Ч. Кокса з проханням фінансової допомоги, коли Ігнатіус пропонував повну підтримку всіх ініціатив демократів у разі перемоги на виборах. Одночасно були потрібні значні кошти на компромат на Вошберна, на що Доннеллі пустив гроші від проданого за безцінь урожаю зі своїх ферм. Нарешті, він подав свої звинувачення у підкомітет з виборів Конгресу, викривши Вошберна в підробці, хабарництві та залякуванні виборців, вимагаючи анулювати голоси у «підозрілих» округах. Розгляд у Конгресі тривав від січня до березня 1879 року, і, нарешті, 1 квітня Комітет із виборів Палати представників голосував у справі «Доннеллі проти Вошберна». Доннеллі не вдалося пройти до Конгресу. Розслідування важко далося Доннеллі: він був хворим і пригніченим, і вперше в житті почав вживати алкоголь, змішуючи його з хініном. Зрештою, він зміг повернутися до Міннесоти, розбиратися з невиплаченими боргами. Деяку компенсацію вдалося отримати, але вона була на 1000 доларів меншою, ніж становили реальні витрати на передвиборчу кампанію та судові розгляди. На свій 49-й день народження (3 листопада) Ігнатіус записав у щоденнику, що «доведеться прийняти прокляте майбутнє таким, хоч би яким воно настало». Втім, 31 грудня 1880 він записав, що буде «боротися до останнього».

### Приватне життя та повернення в політику (1880—1885)

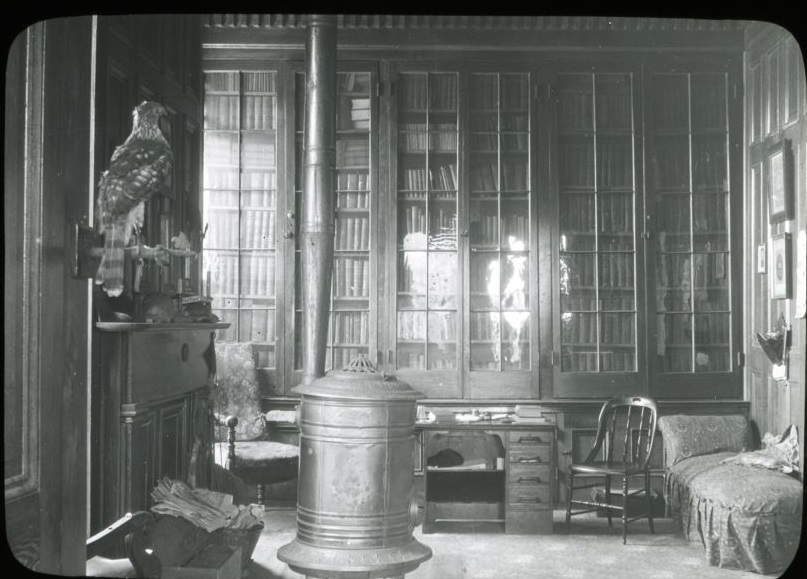
Бібліотека в будинку Доннеллі в Нінінгері. Фото Артура Адамса, зроблене в 1920-ті роки

1880-ті роки стали для Доннеллі складними. Маючи величезні земельні володіння, він зазнавав збитків, у яких звинувачував підступи Асоціації мірошників Міннеаполісу. Здоров'я Кетрін неухильно погіршувалося, і вона закликала чоловіка відмовитися від земельних володінь, які для сім'ї були важким тягарем. У грудні 1880 року було розпочато розпродаж худоби та пасовищ в окрузі Стівенс. Кетрін переїхала до Сент-Пола; у її листуванні неодноразово згадувалося, що вона не любила Нінігера. Здавши землі в оренду, Ігнатіус зважився розпочати новий проєкт — написання книги про Атлантиду. Рукопис закінчено в березні 1881 року, і автор негайно вирушив до Нью-Йорка, маючи рекомендації книготорговця з Міннесоти Д. Меррілла. 29 березня Доннеллі побував у видавництві Harper and Brothers, вважаючи, що доведеться сплатити заставу у розмірі вартості половини тиражу. Далі процес затягнувся: Кетрін довелося залишити на лікуванні у Філадельфії, а сам Ігнатіус мав наглядати за володіннями в Нінігері, хоча теж був хворим; видавництво розіслало рукопис рецензентам. На думку біографа Дж. Ріджа, саме це вирішило долю сина Ігнатіуса-молодшого, який у вересні 1881 року вступив до Коледжу Джефферсон вчитися лікарської професії; у цьому ж закладі здобув кваліфікацію його дід. Було оголошено і про заручини дочки Мері, про що в щоденнику Доннеллі є чимало сентиментальних записів. Питання про публікацію затягувалося, в листопадовому щоденнику багато міркувань про старість, хоча Доннеллі стверджував, що дивиться в майбутнє «з надією». Від депресії рятувало читання французьких романів, Шекспіра та книг з археології. Напередодні Нового року він побоювався стати невдахою: політична кар'єра була на нульовій позначці, новин із видавництва не було. У січневому щоденнику 1882 року він навіть припускав, що затримка публікації пояснювалася підступами політичних супротивників. Про комерційний успіх видання Доннелі дізнався лише з березневих випусків газет. Видавництво готувало друге видання та надіслало список виправлень, які мав внести автор, оптимістичними були прогнози на продаж у Великій Британії: видавництво Лоу замовило 250 примірників у рекламних цілях Ігнатіус навіть отримав ввічливе послання від Гладстона, який був одним із перших його читачів. Після видання «Атлантиди» Американська асоціація сприяння розвитку науки обрала Доннеллі своїм дійсним членом. У сезон 1883 року тема Атлантиди дуже впливала на суспільну свідомість і масову культуру США: Марді Гра в Новому Орлеані було присвячене загиблому континенту, як і театралізована вистава балтиморського товариства «Іволга». Також було оголошено про норвезький та шведський переклади книги.
Отримавши великий прибуток від книги (розмір роялті невпинно зростав з новими перевиданнями та перекладами), Доннеллі навесні 1882 року позбувся п'ятнадцяти ділянок у Сен-Полі, якими володів від 1857 року. Земля під забудову пішла приблизно по 300 доларів за лот. Ферма в Нінінгері потенційно була прибутковою, але через два роки власник позбувся 3000 акрів сільгоспугідь. Після успіху «Атлантиди» (влітку 1882 розійшовся п'ятий тираж) Ігнатіус за сім тижнів написав нову 450-сторінкову книгу «Рагнарок», проте її наукоподібність призвела до відмови фірми Harper and Brothers. Невдало провівши переговори з двома потенційними видавцями, Доннеллі домовився з фірмою Епплтона на таких умовах: 10 % вартості продажу перших двох тисяч примірників, 15 % за третю тисячу і 20 % від продажів, якщо тираж перевищить чотири тисячі примірників. Попри те, що «Рагнарок» розгромили рецензенти, в Міннесоті за Доннеллі міцно вкорінилося прізвисько «Мудрець з Нінігера» (Sage of Nininger), і це зіграло свою роль: за п'ять тижнів розійшлося 3500 екземплярів другої книги Доннеллі. До квітня 1883 року було розпродано весь п'ятитисячний тираж, що було навіть краще, ніж у «Атлантиди». Втім, хоча б наблизитися до сумарного продажу першої книги так і не вдалося. 1887 року Доннеллі викупив у видавництва друковані форми та права на всі наступні перевидання за 400 доларів, і до 1899 року розпродав на території США ще 19 тиражів. Настрій Доннеллі покращило й те, що на день народження — 3 листопада 1883 року — до Сент-Пола повернувся син Ігнатіус-молодший, який відкрив у місті власну лікарську практику .
Робота над «Атлантидою» збіглася для Доннеллі з пропозицією балотуватися до федерального Конгресу незалежним кандидатом. Поєднувати ці заняття він не міг, але взяв участь в осінній передвиборній кампанії 1882 як агітатор і юрисконсульт. Проте, 1884 року відбулося повернення до політичної активності: Альянс фермерів Міннесоти 19 серпня висунув його кандидатуру в Конгрес, причому Доннеллі вдалося об'єднати демократів, Народну партію, ліберальних республіканців і фермерів. У передвиборних промовах він наголошував, що Альянс фермерів не є самостійною політичною партією і не повинен нею ставати; щоб упоратися з корупцією, Альянс має просувати на виборах «правильних» кандидатів. Зрештою, вибори були програні, причому від удачливішого кандидата Ігнатіуса відокремлювало не більше тисячі голосів, але не вдалося отримати підтримки від альянсу Клівленда. Восени 1885 року Доннеллі виступав на з'їзді Альянсу фермерів Міннесоти, і зрештою вважав за краще повернутися до літературної діяльності.

### Шекспір та Англія (1885—1889)
Проблеми в діловій сфері, які спіткали Доннеллі, стимулювали його інтереси в галузі шекспірознавства. Однак основи його поглядів склалися значно раніше, в січні 1873 року, коли сильна хуртовина заточила його в нінінгерському будинку, Ігнатіус погодився з аргументами скептиків, які стверджували, що ім'я актора Шекспіра було лише літературною маскою значно обдарованішої й ерудованішої людини. 1882 року Доннеллі почав пошуки в тексті «Першого фоліо» шифр, який мав засвідчити справжнє авторство п'єс, яке юрист приписував Френсісу Бекону. На кінець 1883 року дешифрування стало майже єдиним заняттям Ігнатіуса. У січні 1884 року він почав листування з главою приватної залізниці Епплтоном Морганом (1845—1928), який написав «Міф про Шекспіра», яке тривало весь рік; зустрічалися вони й особисто. Власну книгу Доннеллі назвав «Велика криптограма», про що повідомляв у інтерв'ю чиказькій та вашингтонській пресі навесні 1885 року. Ігнатіус зв'язався з нью-йоркським видавцем Пілом, який запропонував йому роялті у розмірі 1 долара за надрукований екземпляр і брався оформити всі авторські права. У рекламних цілях Доннеллі надрукував цикл статей про Шекспіра в North American Review і всіляко сприяв широкій кампанії просування своєї книги та теорії. Користуючись своїми зв'язками, він досяг розміщення безкоштовних рекламних оголошень в американській пресі, вартість яких газета St. Paul Globe оцінила у 2000 доларів. Піл дійшов висновку, що зможе продати не менше ста тисяч примірників книги, і виплатив Ігнатіусу 4000 доларів авансу. Далі він мав намір просувати книгу в Англії та влаштувати турне Доннеллі за океаном — на батьківщині Шекспіра та Бекона.

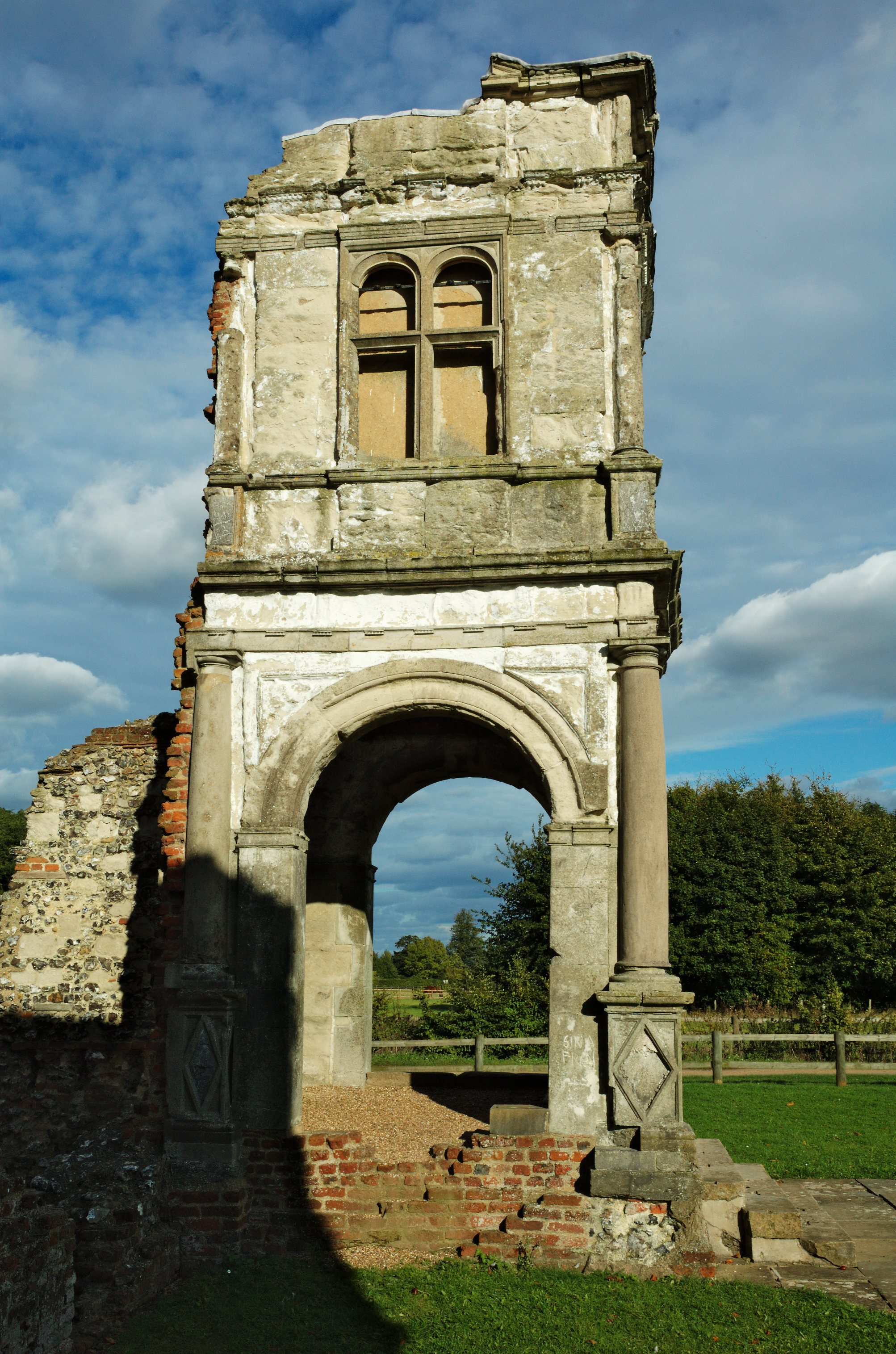
Вежа в графів Веруламських, у якій, як вважав Доннеллі, народжувався «код Шекспіра». Фото 2005 року

Піл добився часткової публікації книги Доннеллі в The Daily Telegraph, яка почалася в листопаді 1887 року, і відразу викликала негативну реакцію. 30 листопада два газетні стовпці були присвячені листуванню з читачами, в полеміку поступово втягувалися й інші британські видання. В американській пресі відгуки також були скептичними; Піл відмовився виплачувати Ігнатіусу роялті, доки не почнуться реальні продажі. У щоденнику Доннелі відверто писав, що його концепція не є ідеальною, і є багато моментів, які він не пропрацював належним чином. В останній момент він звернувся до астронома Колберта (через редактора Chicago Tribune), який відверто повідомив, що Ігнатіус нічого не тямить у криптографії, а нібито виявлена ним «система» забезпечує неприйнятно велику кількість варіацій шифру.
Після того, як 998-сторінковий рукопис було здано до набору, в квітні 1888 року Ігнатіус Доннеллі відплив до Англії. Кетрін залишилася у Філадельфії в рідних, але Ігнатіуса супроводжував старший син. Він мав намір провести цикл лекцій та диспутів та поспілкуватися з прихильниками беконіанства. Відразу письменник вирушив до будинку Френсіса Бекона в Сент-Олбансі, про що докладно писав Кетрін і посилав їй листівки. Вестмінстерське абатство не викликало в нього захоплення, він стверджував, що «багатство занадто часто засноване на підлості», і «вся респектабельність» зосереджена лише в Куточку поетів. 17 квітня 1888 року пройшла перша лекція Доннеллі у Вестмінстер-холі, організована учасницею Беконіанського товариства місіс Генрі Поттс, на якій були присутні близько 900 осіб, серед яких Оскар Вайлд та Вільям Гладстон. Колишнього конгресмена приймали в Палаті лордів, де він зустрічався з лордом Абердіном, знайомим ще зі США, Доннеллі також допустили до бібліотеки Палати. Найсерйозніша зустріч відбулася 31 травня 1888 року в Оксфордському університеті, коли Ігнатіус роз'яснював свою теорію перед студентами та вченими. Як було заведено на диспутах, влаштували голосування, на якому за беконіанську теорію проголосували 27, а проти 167 осіб. 4 червня Доннеллі влаштували диспут із професором Лізом у Триніті-коледжі в Кембриджі, на якому за аргументи Ліза проголосували 120 осіб, і 101 підтримав Доннеллі. У щоденнику він писав, що «задоволений, що ще 300 присутніх були такі спантеличені, що відмовилися висловлювати свою думку». Ігнатіус отримав запрошення голови Беконівського товариства Роберта Теобальда, ним зацікавилися в Королівській колегії лікарів, а Literary World присвятив «Великій криптограмі» цілий розворот.
Прийняття теорій Доннелі його повністю розчарувало. Кетрін у листуванні нагадувала, щоб у приватних та публічних відповідях на критику він зважав лише на змістовні моменти та не переходив на особистості. У щоденнику Ігнатіус скаржився, що нещастя переслідують його вже двадцять років поспіль. Власник маєтку Бекона відмовився дозволяти розкопки, щоб знайти таємні рукописи. Впавши в депресію від дощового лондонського літа, Доннеллі зі сином вирішили відвідати малу батьківщину їхніх предків — Ірландію. Дорогою вони заїхали до Шотландії і оглянули будинок Роберта Бернса. У щоденнику Ігнатіус проклинав «папістів та оранжистів, які тримають людей моєї крові в постійних злиднях, без зручностей, задоволень та освіти». Враження були похмурими: Ірландія виявилася «клятою землею» з «проклятим народом», до того ж, Доннеллі пригнічувала думка про повернення до США, де він очікував глузування зі своєї теорії. Проте, опинившись 2 серпня на борту пароплава «Умбрія», Доннелі писав дружині, що «не віддав би Міннесоту за всю Британську імперію», не приховуючи радості, що назавжди залишає цю «снобістську, фанатичну, станову, напівзатоплену країну».
До січня 1889 року інтерес до «Великої криптограми» згас і в США. Сумарний прибуток від книги склав 8194 долара 37 центів (не рахуючи чотиритисячного авансу), але Доннеллі підозрював Піла в махінаціях та приховуванні доходу. Видавець наполягав, що Ігнатіус повинен особисто просувати книгу та їздити з лекціями країною; сам Доннеллі звернувся до агентства Пінкертона для проведення незалежного аудиту видавництва, книжкового складу та розповсюджувачів. Нарешті Піл подав на Доннеллі до суду, вимагаючи відшкодування збитків. Зрештою, автор викупив друковані форми, і поклявся, що збудує в саду павільйон для їх зберігання, «як пам'ятник грандіозного провалу». Проте скандали навколо книги пожвавили інтерес до Доннеллі, і він став затребуваним лектором. Восени 1889 року його запросив преподобний Вільям Девідсон — засновник руху за освіту дорослих у США «Чатокуа», який хотів використовувати «Велику криптограму» як навчальний посібник. Далі 1891 року Доннеллі запросили провести серію дебатів про шекспірівське питання з професором Фріманом з Вісконсина. Гонорар мав становити 100 доларів за виступ, стільки разів, скільки вийде зібрати аудиторію. Проте самі дебати виявилися «розвагою для школярок», під час яких Доннеллі почувався «Фальстафом». Все це, однак, не похитнуло впевненості Ігнатіуса, що він зробив переворот у шекспірознавстві, і одного разу в щоденнику він з досадою записав, що «найбільшою дурістю є займатися політикою тоді, коли треба дешифрувати до кінця код Бекона».
Паралельно всьому перерахованому Ігнатіус Доннеллі продовжував активну співпрацю з міннесотськими робітничими та фермерськими організаціями. При розробці програми Альянсу фермерів 1886 року, Доннеллі радив включити до документа положення про податкові тарифи, біметалізм, націоналізацію залізниць та заснування агротехнічних та селекційних станцій, що фінансуються з федерального бюджету. Наступного року, під час об'єднання «Міннесотських лицарів праці» та демократів, створено спілку робітників і фермерів, яка, без попередньої згоди, висунула Ігнатіуса до Палати представників штату, і він пройшов із перевагою 800 голосів. Як представник альянсу, Доннеллі відзначався великою активністю, але без жодного успіху. Це виявилося під час обговорення законопроєкту про єдиний податок «у дусі Генрі Джорджа», проти якого активно виступав Ігнатіус. Далі він перервав участь у сесіях і повернувся до шекспірівського питання. Восени 1888 року Доннеллі був висунутий від фермерського альянсу на посаду губернатора штату, тоді ж оголосивши, що його обов'язок — «захищати людей від пограбування залізничними корпораціями», але, розсудливо оцінивши свої перспективи, 11 жовтня зняв свою кандидатуру. Пізніше він перейшов у стан Демократичної партії, і програв 150 голосами, після чого практично відразу ж включившись у боротьбу за крісло федерального сенатора. Наступного дня після поразки (19 січня 1889) він став писати роман «Колона Цезаря».

### Популістська партія (1890—1901)

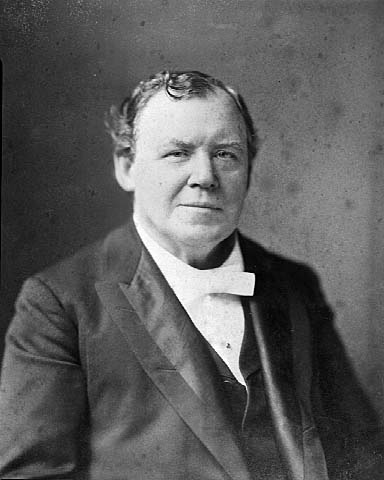
Ігнатіус Доннеллі 1898 року

Завершивши роботу над «Колонною Цезаря», 4 березня 1890 року Ігнатіус Доннеллі виступив як основний доповідач на міннесотському з'їзді Північно-Західного альянсу профспілок, але не був обраний його головою. Влітку того ж року він невдало балотувався на посаду губернатора штату (переміг «темний коник» — керівник сільськогосподарського журналу з Міннеаполіса), але через розкол у стані республіканців пройшов у Сенат Міннесоти. Восени 1890 року оформилося його політичне кредо: необхідність реформи всіх політичних партій та послідовне викриття «тих, хто йшов на спілки з експлуататорами». Успіх роману, сприйманого як політичний маніфест, сприяв активності Доннелі в загальнонаціональному масштабі. У легіслатурі Міннесоти Доннеллі, як і раніше, лобіював націоналізацію залізниць та запровадження прогресивного податку, а також скасування дитячої праці та реформу виборчого права. Результати своєї роботи він підсумував у щоденнику: «у масштабі держави складно зрозуміти, хто найнебезпечніший для суспільства: дурні чи шахраї». Навпаки, у вороже налаштованій до нього газеті St. Paul Globe Доннеллі звинувачували в тому, що той не був автором жодного конструктивного законопроєкту, але «немає людини, яка б запобігла прийняттю настільки великої кількості мудрих і потрібних законів» через свою «нескінченну балаканину і блазенство» . У травні 1891 року Доннеллі обрано головою комітету реформаторських партій у Цинциннаті; передбачалося, що він стане єдиним кандидатом у президенти від передбачуваної до створення третьої партії. Саме очолюваний Ігнатіусом комітет був основною структурою, навколо якої в Сент-Луїсі в лютому 1892 року створено Популістську партію, він же написав преамбулу до партійної «Платформи», озвучивши її основні постулати в промові 22 лютого 1892 року.
Доннеллі відіграв ключову роль у створенні Популістської партії Міннесоти, переконавши місцеві організації ратифікувати «Сент-Луїську платформу». Однак він відмовився від боротьби за президентське крісло, зайнявшись висуванням на посаду губернатора штату. 2 липня 1892 року Доннеллі робив основну доповідь на популістському конгресі в Омасі, в якій заявив, що інститут політичних партій США вражений глибокою кризою. На основі його передвиборчих промов під час губернаторської кампанії паралельно створювався роман «Золота сулія». Джон Гікс (професор університету Небраски) оцінив «Платформу» як неоригінальну, швидше як синтез тих постулатів, які відпрацьовувалися раніше в пресі і під час конгресів. Наприклад, Доннеллі відмовився розглядати виборче право для жінок, вважаючи це передчасним.
Останнє десятиліття свого життя Доннеллі присвятив тижневику Representative, у якому активно агітував за союз лібералів і радикалів, скасування золотого стандарту та запровадження біметалізму. У липні 1893 Ігнатіуса обрано віце-президентом Американської ліги біметалізму, він справив фурор на її серпневому з'їзді в Чикаго. Там же він дискутував з Браяном щодо негайного початку карбування срібної монети, і справив велике враження. Він розрахував, що кількість грошей в обороті кричуще не відповідає потребам економіки, вимагаючи добитися емісії в розмірі не менше 50 доларів на душу населення. У цьому обсязі «що більше золота і срібла, то краще», але нестачу слід заповнити друкуванням паперових грошей. Паралельно в Чикаго проходила антимонопольна конференція, на якій Доннеллі відкрито зажадав від федерального уряду націоналізації вугільних родовищ і природних монополій, скасування правового захисту трестів, та інших заходів державного регулювання економіки (конкретно для Міннесоти — скасування податку для виробників пиломатеріалів і лісозаготівель). Коли його почали критикувати за обмеження ліберальних свобод, Доннеллі оголосив, що освоєння фронтиру закінчено, вільних земель в Америці більше не існує, і тому єдиний шлях подальшого розвитку — «найбільша мудрість, справедливість та чесна гра». У редакційній статті Representative від 8 листопада 1893 Доннеллі розглядав питання про обмеження китайської міграції до США, виписавши апокаліптичний образ «китайця, який здатний жити на 30 центів на день» на одному тільки рисі і щурячому м'ясі, і не потребує ні шкіл, ні церков. Після настання 1894 року основна критика Доннеллі була спрямована проти Ротшильдів, що призвело до помітного посилення антисемітизму в його виступах, як і в популістській риториці взагалі. Втім, Ігнатіус незмінно підкреслював, що нічого не має проти юдаїзму та євреїв як народу, оскільки «єврей-плутократ нічим не відрізняється від плутократа-християнина». Навпаки, євреї, наражаючись на переслідування протягом двох тисячоліть, зберегли знання про істинного Бога, живучи між ідолопоклонниками. Карл Маркс — «великий єврейський реформатор», протистоїть плутократам-Ротшильдам.
1895 року Доннеллі на прохання своїх шанувальників видав книгу «Гроші американського народу». Це було в'їдливо прокоментовано у щоденнику: «навіть філософ має схилитися перед …багатоголовим чудовиськом — публікою». Це економічний трактат, побудований у формі діалогу фермера Сандерса і чиказького банкіра Гатчинсона в поїзді, що йде на Захід. Автор побудував діалог навколо тези, що єдиним джерелом процвітання є достаток грошей, тому паперові банкноти мають розмінюватися не лише на золото, а й на срібло. Едуард Андерсон стверджував, що «Гроші американського народу» слід розглядати як художній твір, який продовжував ідейну низку романів Доннеллі початку 1890-х років. Істотне місце в діалозі Сандерса і Гатчинсона займає соціальний дарвінізм: банкір заявляє, що конкуренція між фірмами повинна призводити не тільки до зниження цін, але й до зниження заробітної плати до найнижчої точки, що забезпечує лише фізичне виживання робітника (це закон природи: «виживання найпристосованіших»). Однак фермер виявляється освіченим, володіє діалектикою та оперує статистичними даними, доводячи, що навіть у Дарвіна говориться, як людський розум дозволяє піднятися над обмеженнями природного середовища. І якщо первісні люди, слабші від гігантських хижаків та мамонтів, зуміли винищити їх, отже, вільна і розумна людина винищить «нових аристократів», які бажають звести американця до рівня китайця, який готовий жити на шість центів на день, харчуючись «рисом, зрідка приправленим щурячим м'ясом». Цей образ, як і описи лих пролетарів та аграріїв, викликає ридання у присутніх у цьому вагоні дам.
Вибори в Сенат штату Міннесота 1894 року Доннеллі програв кандидату від Демократичної партії. Весною 1894 року різко погіршився стан дружини політика — Кетрін; довелося перевезти її з Нінінгера до Сент-Пола під нагляд сина Ігнатіуса-молодшого, який був лікарем. У червні Кетрін Доннеллі померла від інсульту. Доннеллі, який прожив у шлюбі з нею сорок років, був деморалізованим. На нервовому ґрунті в нього розвинувся сильний ревматизм, і син переконав його поїхати на сірчані води Іллінойсу і розвіятися. На початку 1896 року у пресі висловлювалися ідеї, що Доннеллі зможе стати кандидатом у президенти США. Однак Браян, виступаючи від демократів, використав популістську платформу для своєї передвиборчої програми, Ігнатіус відмовився від ідеї балотуватися на найвищу державну посаду. На з'їзді популістів у Сент-Луїсі партія ухвалила рішення підтримувати Брайана, проте він особисто зумів переконати Доннеллі виступати на його боці. Через тиждень після з'їзду вдівець Ігнатіус одружився зі своєю 20-річною секретаркою Меріан Олів Гансон, змішаного шведсько-норвезького походження; вінчалися вони в норвезькій методистській церкві. Вона стала працювати в редакції Representative як стенографістка та друкарка, але дуже швидко влаштувалася в Нінінгері. Поспішний шлюб спричинив сварку Ігнатіуса з дітьми, які вважали Меріан авантюристкою, проте сестри Доннеллі у Філадельфії зустріли нову дружину свого брата тепло. Судячи зі щоденника та листування, новий шлюб політика виявився вдалим. Різко змінила ставлення до Доннеллі ірландська католицька громада Міннесоти, оголосивши його «зрадником»; він втратив суттєву електоральну підтримку .
Восени 1896 року Ігнатіус проводив передвиборчу кампанію Браяна в Іллінойсі, Канзасі та Міссурі. Після того, як той програв Мак-Кінлі, Доннеллі таки обрали до Палати представників Міннесоти. На національному з'їзді популістів у серпні 1898 року кандидатуру Доннеллі як кандидата на посаду віце-президента США схвалили одноголосно. У цей час почалася іспансько-американська війна, щодо якої Ігнатіус зайняв непримиренно антиімперіалістичну позицію. У редакційних статтях він підтримував кубинських повстанців, агітував за диференційований прибутковий податок, щоб не перетворювати війну на засіб збагачення. В одній зі статей він підрахував, що уряду було б вигідніше купити Кубу в Іспанії, ніж обтяжувати бюджет військовими видатками. 1 червня 1899 року, коли почалася філіппінсько-американська війна (названа тоді «кампанією з умиротворення»), Доннеллі заявив, що уряд «не повинен порушувати закони цивілізованої війни і займатися безладною різаниною чоловіків, жінок і дітей». Майже непоміченою пройшла його друга книга з шекспірівського питання «Шифр у п'єсах та на надгробку», яку доводилося відправляти як бонус передплатникам Representative. Під час літньої передвиборчої кампанії 1900 року на посаду віце-президента США він зазнав серйозних проблем зі здоров'ям. Під час мітингу 4 липня 1900 року він знепритомнів, що було наслідком мікроінсульту. У свій 69-й день народження (3 листопада 1900 року) він песимістично писав синові, що почувається старим, і тягне ноги при ходьбі. Провал на виборах він сприйняв як кінець свого життя, і помер від серцевого нападу в нинінгерському будинку після опівночі 1 січня 1901; поховали його в Сент-Полі. Некрологи випустили всі провідні видання світу, а також журнали різноманітних окультистів.

## Літературна діяльність

### Паранаукові праці

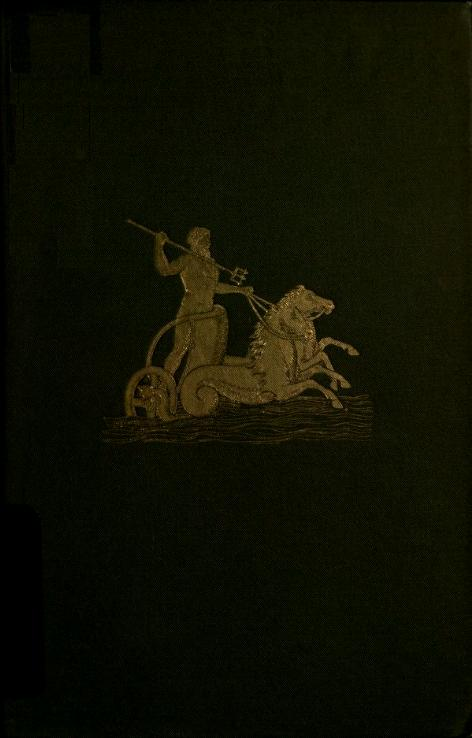
Обкладинка першого видання «Атлантиди»

#### «Атлантида: світ до потопу»
Інтерес Ігнатіуса Доннеллі до Атлантиди виник уперше 1870 року після прочитання роману Жуля Верна «Двадцять тисяч льє під водою» і поступово посилювався. Після чергового спаду політичної кар'єри, колишній конгресмен занурився в літературну творчість, щоби перемкнутися від неприємностей, пов'язаних з аграрним спадом. Основним джерелом літератури стала книгарня Меррілла в Сент-Полі, через яку Доннелі замовляв видання джерел, літературних творів та журналів; далі він працював у Філадельфійській публічній бібліотеці. На думку біографа Д. Андерсона, Доннеллі писав об'ємну книгу так само, як і свої промови та передвиборчі програми, — в «шаленому темпі» некритично відбираючи матеріал, який йому підходить. Автор ніколи не намагався спілкуватися з професійними вченими — природничниками та гуманітаріями. Оскільки всі висновки він сформулював на самому початку, Доннеллі діяв як юрист, тобто всіма можливими способами доводив скептично налаштованому читачеві, що його теорії істинні. Рукопис завершено в березні 1881 року і пішов у верстку в липні того ж року у видавництві Harper and Brothers. Автор дуже серйозно ставився до своєї праці, і дізнавшись про вихід тиражу з друкарні, порівняв себе в щоденнику з «матір'ю, яка чує перший крик свого первістка». Для сучасників автора книга «Атлантида: світ до потопу» стала найпопулярнішою працею Ігнатіуса: до 1890 вийшло двадцять три видання в США і двадцять сім у Великій Британії, і до 1949 було здійснено не менше п'ятдесяти нових видань, які продовжували випускатися навіть у 1970-ті роки. Лайон Спрег де Кемп зазначав, що саме Доннеллі перетворив атлантологію «на популярний культ», тоді як попередні триста років цим предметом займалися переважно «вчені не сьогосвітні».
У вступному розділі Доннеллі сформулював тринадцять «тез»:
1. Колись в Атлантичному океані, неподалік Гібралтарської протоки, існував великий острів, залишок Атлантичного материка, в античності відомий як Атлантида.
2. Опис цього острова, зроблений Платоном, не вигадка, а справжня історія.
3. Атлантида — той регіон, де людина створила першу цивілізацію.
4. Жителі Атлантиди населили узбережжя Мексиканської затоки, долину Міссісіпі, Амазонію, атлантичне узбережжя Південної Африки та басейн Середземномор'я, аж до Чорного та Каспійського морів.
5. Міфи про Олімп, сади Гесперид, Асґард та інші — спогади про Атлантиду, де кожна людина століттями жила у мирі та щасті.
6. Боги стародавніх народів були правителями та героями Атлантиди, а міфи про них — плутаними спогадами про реальні події.
7. Міфології Єгипту та Перу зберегли початкову релігію Атлантиди — сонцепоклонництво.
8. Найдавнішою колонією атлантів був Єгипет, давньоєгипетська цивілізація — відтворення цивілізації Атлантиди.
9. Бронзова доба почалася в Атлантиді, атланти ж уперше опанували виробництво заліза.
10. Від писемності Атлантиди походять як фінікійська абетка, так і писемність мая.
11. Атлантида — прабатьківщина аріїв, семітів і урало-алтайських народів.
12. Атлантида загинула від наслідків природної катастрофи, занурившись в океан.
13. Деяким атлантам вдалося врятуватися, рознісши звістку про всесвітній потоп між народами Старого і Нового світу.

Зі слів Л. Спрега де Кампа, це своєрідний «центристський погляд на Атлантиду», рівновіддалений як від окультизму, так і від строгої науки. Більшість книг про Атлантиду, які претендують на наукоподібність, фактично повторюють погляди Доннеллі та черпали в нього матеріал. Тим часом автор, попри свою неосяжну ерудицію, нічого не довів, лише теоретично продемонструвавши можливість, що досить велика ділянка суші могла внаслідок вулканічної чи іншої геологічної катастрофи зникнути з карти світу за добу. Про це свідчать легенди про всесвітній потоп, поширені у всіх культурах світу. Спроби автора використовувати природничу аргументацію приводили до тверджень, що рослини Нового Світу були відомі в давнину ще до колумбового обміну, наприклад, що у стародавніх ассирійців росли ананаси. Певною мірою його можна визнати прихильником дифузіонізму, оскільки Доннеллі стверджував, що великі винаходи не могли бути повторені випадково в різних культурах («Якщо так, тоді всі дикуни мали б винайти бумеранг, у всіх дикунів були б гончарні вироби, луки і стріли, праща, намети і каное»). Таким чином, доказом існування Атлантиди є наявність у культур обох узбереж Атлантичного океану пірамід, похоронних курганів та інших подібних елементів культури та мистецтва. Доннеллі навіть намагався використовувати «абетку де Ланда», щоб довести, що писемність давніх мая привела до виникнення латинського алфавіту. У цьому він був послідовником Ле Плонжона, і так само заявляв, що міфи були відображенням стародавньої історії Атлантиди, царями якої були Посейдон, Тор, Мелькарт, титани та фомори. Повторював він Ле Плонжона і в тому, що «третина мови мая — це грецька мова». Міфи про далекий рай золотої доби у всіх міфологіях — це також пам'ять про Атлантиду
.
Оскільки широкий кругозір Донеллі може приголомшити середньостатистичного читача і змусити прийняти його твердження за чисту монету, необхідно уважно проаналізувати його книгу, щоб показати, наскільки безтурботно, упереджено і здебільшого безглуздо її написано.

#### «Рагнарок»

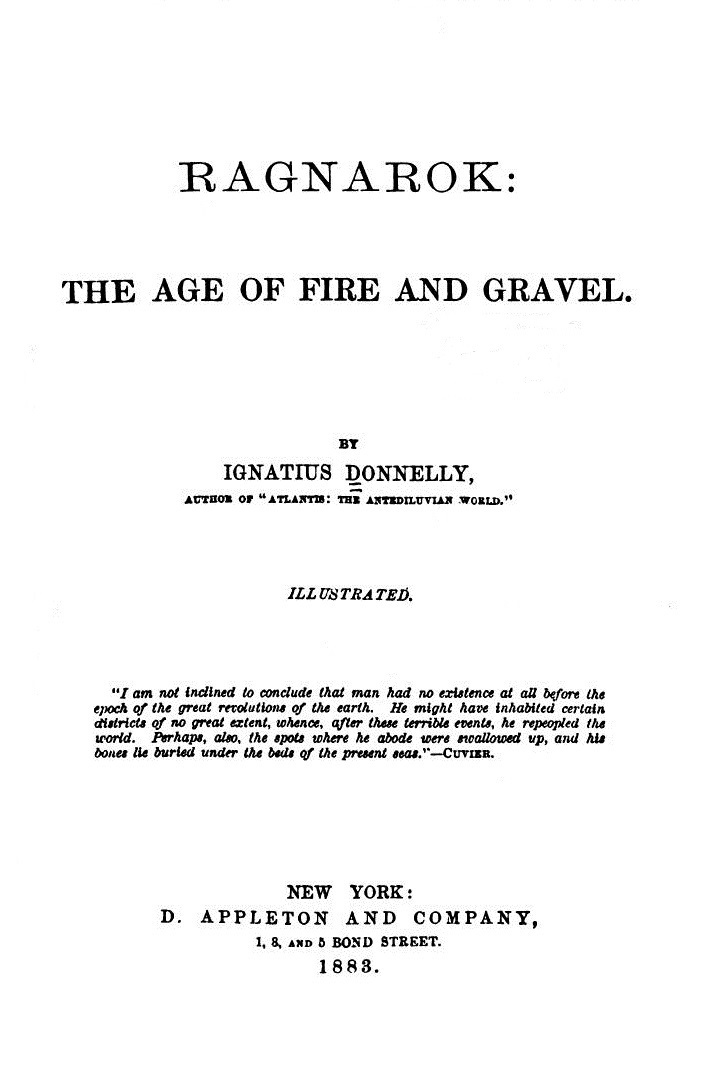
Титульна сторінка видання роману «Рагнарок» 1888 року

Хороші продажі «Атлантиди», яка стала бестселером, породили в Доннеллі переконаність у науковій цінності його праці. 1883 року Доннеллі в найкоротший термін написав і надрукував її продовження «Рагнарок: епоха вогню та піску», яке не викликало подібних захоплень публіки. Більш того, рукопис відкинуло видавництво Harper and Brothers, а потім і Scribner's. Навіть позитивно налаштовані рецензенти могли похвалити працьовитість автора, але не його вченість і логічну послідовність. У приватному листуванні він скаржився на «змову мовчання» з боку вчених. Разом з тим, для особистої міфології Доннеллі, яка неодноразово відтворювалася як у його публіцистиці, так і в художніх творах, «Рагнарок» важливий як пояснення динаміки історичного процесу. У цій книзі Доннеллі міркує про причини Всесвітнього потопу і приходить до висновку, що Атлантида загинула через зіткнення Землі з кометою, що породило і льодовиковий період. Біблійна легенда про Содом і Гоморру, євангельська розповідь про те, що за наказом Ісуса Христа Сонце призупинило свій рух, а також інші перекази про подібні явища — все це, за словами Доннеллі, підтверджувало факт катастрофи. Райський стан дуже тендітний і недовговічний; коли життя стає надто легким, людство втрачає етичні імперативи, після чого настає грандіозний катаклізм, який змушує цивілізацію знову підійматися майже з нуля. Доннеллі відкинув лінійний прогрес і повернувся до ідеї циклічності та катастрофізму в історії, для якої стадія урбанізації віщує черговий катаклізм. Саме неприйняття дарвінізму Д. Андерсон називав найслабшим місце у художній концепції Доннеллі.
Ігнатіус Доннеллі планував продовжити «Атлантиду» і «Рагнарок» третьою частиною — «Бог і Сонце» (початою буквально через три дні після закінчення «Рагнароку»), проте негативний прийом публікою книги про кометні катастрофи змусив його назавжди перервати роботу над рукописом.

### Ігнатіус Доннеллі та шекспірівське питання

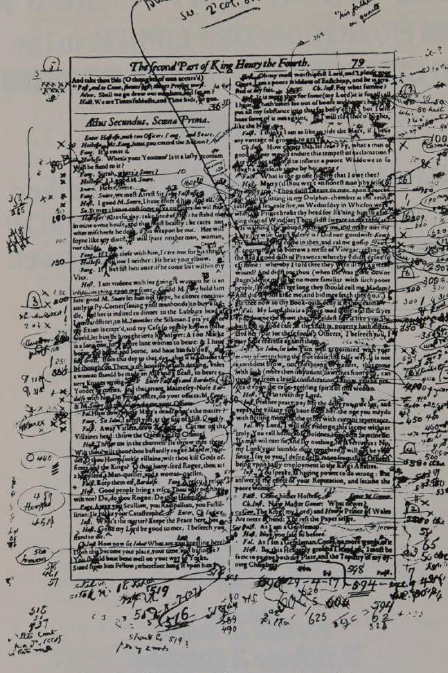
Сторінка Першого фоліо зі слідами підрахунків Доннеллі. Примірник із зібрання університету штату Каліфорнія в Сан-Дієго

Ігнатіус Доннеллі зацікавився шекспірівським питанням взимку 1873 року, і досить швидко прийшов до висновку, що в мізерних відомостях про лихваря і актора зі Стратфорда ніщо не вказує на те, що той мав стосунок до великого драматурга. Після провалу на виборах 1878 року, щоб відволіктися, політик зайнявся перевіркою гіпотези, що справжнім автором п'єс, приписуваних Шекспіру, був Френсіс Бекон. У щоденнику він писав, що "об'єктами пошуків… будуть слова Френсіс, Бекон, Ніколас (батько Бекона) та поєднання «Шек» та «спір» або «Шекс» та «пір», які могли б разом скласти слово — Шекспір ". У щоденнику від 23 вересня 1882 Доннелі записав, що «відшукав ключ до шифру». Політична діяльність та зайнятість написанням «Атлантиди» та «Рагнароку» надовго відстрочили завершення роботи над шекспірівським шифром. Нарешті, взимку 1887 року завершено рукопис «Великої криптограми». У цій книзі Доннеллі заявив, що в шекспірівських п'єсах зашифровано справжнє авторство Френсіса Бекона у вигляді формули «пише їх ваш кузен із Сент-Олбансу».
Методику Доннеллі описав Девід Кан. Ігнатіус спочатку виходив із наявності шифру і спробував знайти послідовність чисел, які допомогли б визначити місцезнаходження таємного повідомлення у тексті шекспірівських п'єс. Зазнавши невдачі із сучасними виданнями, письменник-політик придбав факсимільний примірник «Першого фоліо», і отримав перші результати. Принцип, за яким він вибрав як «кореневі» числа 505, 506, 513, 516 і 523, він виразно ніколи не пояснював. Від цих чисел він віднімав іноді «остачі», іноді «множники», від залишків Донеллі віднімав кількість слів, виділених на сторінці курсивом, іноді враховуючи й ремарки. Отримані результати потім змінювалися додаванням або відніманням кількості слів, написаних через дефіс, і слів, укладених у дужки, але не завжди послідовно. Описуючи викладки в найдрібніших подробицях, Доннеллі не завжди пояснював свою методику вибору, коли починав підрахунок від початку сцени, а чи не від початку сторінки. Основний обсяг «Великої криптограми» становили «дешифровані» уривки п'єс Шекспіра, які супроводжувалися обчисленнями. Ці викладки для широкої публіки виявилися незрозумілими, а серед професійних читачів спровокували запеклу критику. Житель Міннесоти Джозеф Пайл показав, що застосовуючи аналогічні викладки, можна знайти в тексті «Гамлета» формулу: «Доннеллі, письменник, політик і шарлатан, відкриє таємницю цієї п'єси». Преподобний А. Ніколсон із Сент-Олбансу, застосувавши ті ж «кореневі» числа Доннеллі на тих самих сторінках, вивів формулу: «Пан Вільям Шекспір написав цю п'єсу і працював біля завіси».
Роботи Доннеллі з шекспірівського питання можна розглядати в загальному контексті його літературної діяльності. Так, Бекон у його дешифровках поставав свого роду alter ego самого Ігнатіуса Доннеллі — «мужнім і чесним політичним діячем, який став жертвою продажних честолюбців і невігласів». З погляду методу, «Криптограма» розвивала «Атлантиду» і «Рагнарок»: це був адвокатський висновок, у якому послідовно «доводилося», що, по-перше, Шекспір зі Стратфорда не міг написати п'єс, які виходили під його ім'ям; по-друге, що це міг зробити Бекон; і, по-третє, розкритий шифр свідчить про авторство Бекона. Доннеллі широко популяризував поширене серед «нестратфордіанців» розрізнення купця «Шакспера» (Shakspere) і Шекспіра, навівши багато свідчень сучасників і нащадків про майже хворобливу різницю невігластва Шакспера (який, як і його батько і дружина, був неписьменним) і жителів Стратфорда, та енциклопедичної освіченості автора п'єс Першого фоліо. Аналізуючи політичні погляди автора п'єс і Френсіса Бекона, Доннелі стверджував, що вони обидва були аристократами, бо зневажали натовп і купецтво, вихваляли феодальний лад і аристократичні свободи.1899 року він опублікував власним коштом нову книгу «Шифр у п'єсах і на надгробку». Масштаб побудов у цій книзі був величезним: Бекона оголошено автором творів не тільки Шекспіра, але й Крістофера Марло і Сервантеса. Зі слів Д. Кана, «система» Доннеллі, викладена в цих книгах, «не має рівних, оскільки позбавлена системи взагалі». Е. Андерсон посилався на «Зломщики кодів» Кана, нагадуючи, що метод Доннеллі був позначений як «патологічний».
Хоча Доннеллі працював лише над кількома сторінками з двох частин п'єси Шекспіра «Генріх IV», він заздалегідь виходив з того, що грандіозні твори великого англійського драматурга були лише похідним продуктом роботи шифру.
Попри те, що всі викладки Доннеллі з шекспірівського питання одноголосно відкинуто та осміяно ще за його життя, 2006 року праці Ігнатіуса повернула із забуття письменниця-містикиня Вірджинія Феллоуз. Вона оголосила, що Доннеллі перебував на порозі «великого відкриття», повністю погоджуючись з його трактуваннями біографії Бекона та авторства творів Шекспіра і Марло, але нарікала, що політик-шекспірознавець не залишив вичерпних пояснень основ своєї методики і як нею користуватися. Аргументи В. Феллоуз не викликали ентузіазму критиків.

### Ігнатіус Доннеллі— белетрист

#### Загальні положення: апокаліптика, антисемітизм та популізм у художній прозі Доннеллі
На думку професора Пенсільванського університету Аллана Аксельрада, всі твори Доннеллі, які претендують на науковість і художні, мають у глибинній основі єдину міфологію. Улюблені політичні, соціальні та економічні ідеї Доннелі співвідносилися з основами американського популізму, а саме: ідея «золотої доби», концепція гармонії природи та продуктивних класів (фермерів і робітників), дуалістична концепція класової боротьби («паразити проти трудящих»), теорія змови та грошовий фетишизм. Визначальним особисто для Доннеллі був міф про пасторальне аграрне минуле «золотої доби», який він знаходив і в ранній Америці 1800-х років, і в загиблій Атлантиді. Чутки про змову плутократів 1888 року в мистецькому заломленні він перекинув у далеке майбутнє 1988 року (у романі «Колона Цезаря»), поєднавши зі ще одним важливим для американського популізму антисемітським пластом. Доннеллі неодноразово висловлювався на тему єврейської змови, оскільки справжні правителі світу — банкіри — переважно єврейського походження. Певною мірою в цьому виявлявся популярний в англо-американському простонародному середовищі образ Шейлока. У романах Доннеллі відбилися також характерні для популістів зовнішньополітичні домінанти: симпатії до Великої Британії та страх перед Росією.
Виховуючись у релігійному середовищі та спілкуючись із фермерами, зараженими міллєнаристськими очікуваннями, Доннеллі певною мірою перебував під впливом образу кінця світу. На думку Едварда Абрагамса (Браунський університет), Доннеллі «нехитро» проєктував у своїх текстах власні очікування та страхи. Вперше висловивши свої апокаліптичні настрої в дилогії про Атлантиду і Рагнарок, Ігнатіус Доннеллі щиро вважав, що природні катастрофи і суспільна криза можуть бути взаємопов'язаними.

#### «Колона Цезаря» («Крах цивілізації»)

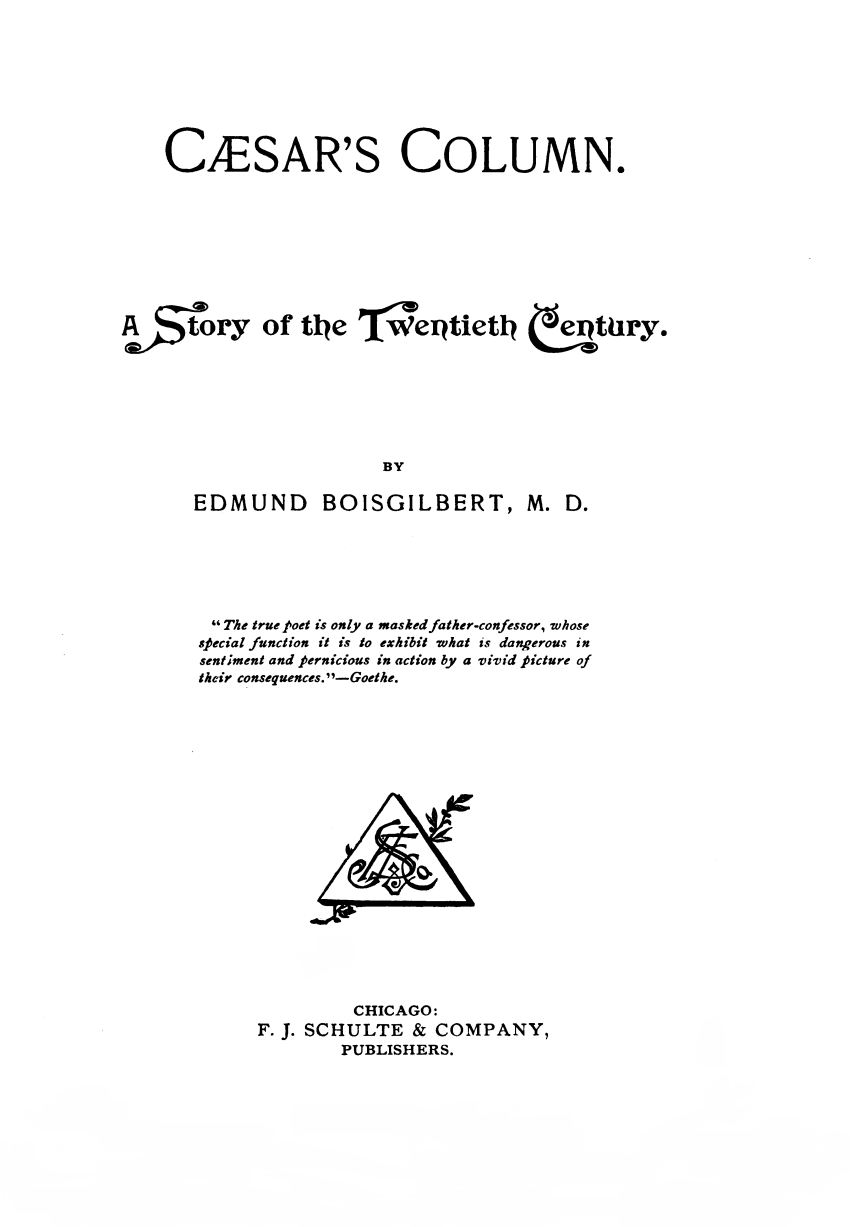
Титульна сторінка першого видання роману «Колона Цезаря»

Роман «Колона Цезаря», написаний за п'ять місяців, випущено в квітні 1890 року під псевдонімом «Едмон Буажильбер» у щойно відкритому чиказькому видавництві Френсіса Шульте. Початковий тираж (2000 примірників) розкуплено майже миттєво, і за дев'ять наступних місяців розійшлося 90 000 примірників. Три тиражі розпродано у Великій Британії, незабаром з'явилися переклади німецькою, шведською та норвезькою мовами. 1892 року роман перекладено російською мовою під назвою «Крах цивілізації», але через цензурні обмеження переклад побачив світ лише 1910 року (на титульному аркуші довелося змінювати дату). У виданні 1906 року вміщено рекламу, що сукупний тираж роману досяг позначки 250 000.
Дію віднесено до 1988 року, коли до Сполучених Штатів прибуває житель швейцарської колонії Уганда Габріель Вальтштейн і стає свідком кривавої катастрофи цивілізованого світу, яка визрівала протягом усього попереднього століття. У передмові автор прямо говорив, що «В Америці справді була колись золота доба, доба свободи, порівняно рівномірного розподілу багатств та демократичних установ». Далі відбулася майнова та соціальна поляризація, і США опинилися в руках купки плутократів, таємного уряду, тоді як обраний існує лише для проформи, бо президентів та міністрів призначає таємний орден. Суспільство вражене тяжкою хворобою, звичайні громадяни не довіряють не лише уряду, але й одне одному. Ситуацію в країні вже не могли виправити реформи, і єдиним виходом є повстання нижчих класів, але вони зовсім не здатні змінити світ і відновити чесноти, бо не знають, як вирішувати проблеми конструктивно. Їхня доля — хаос, анархія, смерть. Вирізавши плутократів, а заразом і мільйони мирних людей, повсталі діляться на групи і приступають до взаємного винищення. Глава «Братства руйнування» Цезар Ломелліні споруджує в Нью-Йорку колону з 250000 трупів, залитих бетоном, — гігантський надгробок ідеї міста та індустріальної цивілізації. Але й він зазнає смерті від рук карателів, а його заступник утікає на повітряному кораблі до Палестини, прихопивши сто мільйонів доларів готівкою, бажаючи «проголосити себе єрусалимським царем і відновити царство Соломона і колишню велич єврейського народу на руїнах світу».
Роман Доннеллі був явно спрямований проти Едварда Белламі та його роману «Погляд назад, 2000—1887», висловлюючи аграрну утопічну свідомість. В цьому плані «Колона Цезаря» одночасно була й антиутопією, і контр-утопією. На думку Доннеллі, головним ворогом як США, так і всієї людської цивілізації, є не приватна власність як така, а надмірна концентрація власності в одних руках, і, як наслідок, послаблення демократичних цінностей та інститутів американського суспільства. Критика його спрямована не проти утопістів, а проти конкретних соціальних і політичних груп і політики, яку вони проводять. У фінальному розділі роману Габріелю вдається повернутися до Африки і почати насадження нового Едемського саду на зразок не Америки, а Швейцарії, народ якої зберіг повагу до праці, і не віддався «розкоші та надмірностям, які занапастили світ». Майбутнє — в уникненні індустріалізації та урбанізації, поверненні до пасторального фермерського суспільства з прямою демократією. Євреї-плутократи, що захопили Америку, нечисленні і занапастили самі себе, бо Доннеллі відкидав соціальний дарвінізм і вважав, що морально ниці плутократи не можуть мати майбутнього. Однак і «нормальні» люди беззахисні перед майбутнім, бо не мають розумових та моральних ресурсів для побудови суспільства, невразливого для «закону джунглів». Едвард Андерсон вважав, що роман Доннеллі можна порівнювати з «Прекрасним новим світом» Гакслі та «1984» Орвелла, з якими його ріднять багато тропів (наприклад, контраст між зовнішнім блиском технологічної утопії та її виворотом, або мотив загальної підозрілості, а також дегуманізації технократичного суспільства). Андерсон же стверджував, що «Колона Цезаря» позбавлена літературних достоїнств, і не залишилася в історії американської літератури, оскільки стиль її неохайний, текст написаний занадто квапливо і належить до типового бульварного жанру, який тільки набирав популярності в США.

#### «Доктор Юге»
Другий роман Доннеллі, надрукований 1891 року під псевдонімом «Едмон Буажильбер», виділявся і в його власній творчості, і в сучасній йому літературі. Головний герой — Ентоні Юге (Huguet), джентльмен із Південної Кароліни, нащадок французьких гугенотів, користується статками, нажитими на бавовні ще за часів рабовласництва, і обертається в колі таких самих як він південних аристократів. Ентоні закоханий у дочку полковника Конфедерації Реддімана Мері, «останнього з довгої династії плантаторів». В оточенні Юге всіх дратує нью-йоркський адвокат Берігілл, для якого використано лише образливі епітети («лиходій, шахрай, негідник»), але саме в його руках закладна на землі Реддімана і плани на руку та серце Мері. Під час одного із зібрань Ентоні шокує присутніх закликом до рівності чорношкірих, що може дуже зашкодити запланованій ним кар'єрі політика. Вночі уві сні він бачить зіткане зі світла обличчя Христа, до якого тягнуться мільйони чорних рук, і Месія каже, що помер на хресті і за негрів теж. Прокинувшись, Юге виявляє, що перетворився на негра-гіганта, і спочатку молиться за швидку смерть. Далі він дізнається, що невідомо як його свідомість заволоділа тілом Сема Джонсінга, запеклого ледаря і пройдисвіта, засудженого до тюремного ув'язнення за крадіжку курей. Однак Юге переконує навколишніх негрів, що він значно перевершує Сема, і відкриває школу, зіткнувшись з тим, що для негра всі шляхи ділової активності, крім грубої фізичної праці, закрито. Неофіційна школа стає центром тяжіння для чорних, але її починають відвідувати й неосвічені білі. За це він поступово заслужив на повагу Мері та її батька, тим більше, що Юге-Джонсинг допомагає їм розладнати плани Берігілла на плантацію. Адвокат наймає банду ку-клукс-кланівців, які по-звірячому б'ють Ентоні. Тоді ж з'ясовується, що свідомість Сема, навпаки, проникла в тіло Ентоні Юге, і той веде безпутне життя і стає найкращим другом адвоката. Далі вони спалюють школу і готуються лінчувати вчителя. Коли Юге повісили, Джонсинг вистрілив прямо в серце, вчинивши тим самим самогубство, тому що свідомість Ентоні Юге повернулася в його тіло. Далі обурені жителі півдня на чолі з полковником розправляються з убивцями та іншими негідниками, включно з господинею будинку розпусти. Мері погоджується вийти за Ентоні заміж, якщо тільки він присвятить своє життя і статки справі розвитку негритянської раси в Америці — «найбільшій та найблагороднішій із націй».
Роман виявився надто «екзотичним» для 1891 року, і рецензенти майже одноголосно оголосили його «абсурдним», «безглуздим» і навіть «жахливим». Найрізкішою була рецензія в газеті «Sun» від 29 серпня 1891 року, автор якої не заперечував щодо нагадування «про обов'язок цивілізованої людини перед кольоровими расами», але вважав, що мотив переміщення свідомості джентльмена з Півдня в тіло негра, який краде курчат, та ще й після чудесного видіння Христа, буде доречним хіба що в дитячій казці, та й та була б «деморалізованою». Біограф Мартін Рідж пояснював таку реакцію тим, що творіння Доннеллі спізнилося з публікацією років на сорок: якраз у 1890-ті роки боротьба негрів за рівноправність майже повністю загасла, а закони Джима Кроу охопили американський Південь. Губернатор Південної Кароліни Бен Тіллман офіційно оголосив, що його обрання означає торжество білих, тобто «цивілізацію над варварством». Сам Доннеллі вивчав питання про рівноправність кольорових виборців (не тільки негрів, а й індіанців) наприкінці громадянської війни, коли був конгресменом, і розчарувався в аболіціонізмі, стверджуючи, що його прихильники заміняють білий расизм чорним. Джон Паттерсон (Пенсільванський університет) вважав, що тематику та сюжетне рішення другого роману Доннеллі повністю визначали його політичні інтереси. Йшлося про рівність у правах білих та чорних виборців, що обіцяло великий електоральний ресурс популістам. Більш того, Доннеллі підтримував зв'язки з лідерами національних громад під час передвиборних перегонів за крісло голови Союзу фермерів Міннесоти 1890 року, і стежив за аналогічними рухами в південних штатах. Тобто роман можна сприймати як памфлет, адресований аграріям, про стратегію налагодження відносин білих і чорних фермерів.
З літературного погляду, роман Доннеллі використовував звичний для 1890-х мотив переміщення свідомості людини, зокрема в інший світ чи інший час. Найвідомішими в цьому ряду були «Погляд назад» Белламі (головний герой переноситься з 1887 в 2000 рік внаслідок летаргічного сну), «Доктор Джекіл та містер Гайд» Стівенсона, і навіть «Принц та жебрак» Марка Твена (в якому відбувається обмін соціальними ролями). Дж. Паттерсон вважав, що Доннеллі використав «дуже ефективний інструмент для дослідження сили упереджень в американському житті», хоча, як людина своєї епохи, щиро вважав, що «необхідно бути білим, щоб зрозуміти, як важко бути чорним». Доктор Юге виявляє, що, хоча його вчили, що людина — це розум, але в реальній дійсності статус людини визначає її тіло. Загалом, Паттерсон констатує, що Доннеллі не вдалося піднятися над расовими стереотипами і реальними проблемами, що існували в XIX столітті: у фіналі гинуть усі чорні персонажі, навіть вірний слуга Юге — Бен, який заступив його своїм тілом. Може навіть скластися враження, що єдиним шляхом звільнення чорношкірих є смерть, яка підносить до Небесного Престолу. Роман не давав і конкретного опису реалій Південної Кароліни, що, мабуть, було важливою причиною непопулярності.

#### «Золота сулія»
Третій та останній роман Ігнатіуса Доннеллі побачив світ 1892 року. За визначенням А. Аксельрада, в цьому романі Доннеллі досліджував вкрай малоймовірну для нього можливість побудови урбаністично-індустріальної утопії. Головний герой — Ефраїм Бенезет, син канзаського бідняка, в розпачі виголошує, що «цим безбожним світом править не Бог, а диявол», і у відповідь з Божої милості йому явлена пляшка, одна крапля рідини з якої перетворює будь-який металевий мотлох на золото. Бенезет починає з видачі кредитів фермерам під два відсотки, будує власне місто та залізницю. Попри опір плутократів, Ефраїм незабаром стає найбагатшою і наймогутнішою людиною Америки, обирається президентом, обвалює ціни на золото, його армія завойовує Європу, знову навертає Старий Світ у християнство і проголошує там Всесвітню республіку. Захисники Європи розбігаються: англійці та французи здаються одразу, а Німеччина відмовляється воювати на третій день, бо «німці надто цінують волю». У Росію втікають аристократи й плутократи всього світу і вона пручається до останнього: бій Росії та об'єднаної Європи описано як подію, рівну Армагеддону. Кохана й помічниця Бенезета — Софія, простодушно заявляє, що «шкода, що цього не бачили в Канзасі». Після перемоги Бенезет стежить, щоб у обігу залишилися паперові гроші, скорочує робочий час у промисловості й підвищує оплату праці. Тобто Доннеллі спробував змоделювати некатастрофічну ситуацію, в якій самі люди здатні впоратися як із природними стихіями, так і зі суспільними вадами. Проте для цього потрібен герой наполеонівського масштабу. Один зі сюжетів роману присвячено подоланню конфлікту між містом та селом. У побудованому Ефраїмом Кооперативному Місті фабрики оточено садами й сільськими угіддями, робітникам належить особистий акр землі з будинком, що забезпечує свіжу їжу, чисте повітря і всі природні блага. Міф про Едем залишається структуротворчим, але місто оточене садом, а не знищується ним.
У рецензії на перевидання роману 1968 Рода Гілман (Історичне товариство Міннесоти) зазначала, що «Золота сулія» — це «політичний та економічний трактат, замаскований під художню літературу». У вступі до цього видання редактор професор Девід Ноубл оцінив роман як «головне свідчення американського аграрного міфу». Цей міф оцінюється як європейський за походженням, і самодостатній йомен — ідеальний фермер Джефферсона, — не що інше, як проєкція «природної людини». У США XIX століття суспільні настрої змінювалися відповідно до економічних спадів і підйомів, і під час «ситих років» зростав оптимізм до прогресу, і, навпаки, підживлюючись різноманітними чутками про змови проти всього людства при рецесії.
У певному сенсі роман «Золота сулія» розробляє той самий сюжет, який за кілька років реалізував Баум у «Чарівнику країни Оз». Як відомо, в казці Баума сучасники впізнавали елементи політичної сатири: Дороті вбиває злу відьму Сходу (плутократів Східного узбережжя), далі зі своїми супутниками — опудалом-фермером і Залізним Дроворубом-робітником — вирушає до столиці дорогою з жовтої цегли (золотий стандарт) і звільняє жителів країни Оз від чаклунської мани, відновлюючи владу для народу. Різко відрізняється мораль історії: Доннеллі песимістичний щодо демократії: його Ефраїм стає президентом США завдяки підкупу, бо спочатку грає за правилами системи. Фінали майже ідентичні: після всіх пригод Дороті повертається на убогу канзаську ферму. У фіналі «Золотої сулії» все, що відбулося, теж виявляється сном головного героя, більш того, вранці його ферму конфіскує англійський банк, якому Ефраїм заборгував, а його наречена Софія повісилася в Канзас-Сіті від безвиході. Він зустрічає незнайомця в костюмі XVII століття, але невідомий не в змозі відповісти на запитання, чи все це скінчиться «космічним катаклізмом». Єдиний вихід — записати свою мрію, і пропагувати її якнайширше.
За зауваженням Едварда Андерсона, вигадана Доннеллі європейська експансія Ефраїма Бенезета на чверть століття передбачила «хрестовий похід» Вудро Вільсона. Очевидно, письменник-політик першим оцінив потенціал президента США, який персоніфікує країну на міжнародній арені. Програма Ефраїма разюче нагадує «Чотирнадцять пунктів», тільки в романі ідеологією є нове християнство, в якому Христос і його заповіді вищі від усіх доктринальних розбіжностей, а замість Ліги Націй — «Всесвітня республіка». Республіка за своєю конституцією зобов'язується захищати будь-яку націю, що увійшла до її складу, у встановлених нею межах, підтримувати республіканську форму правління, допомагати в придушенні внутрішніх заколотів і утримувати невелику армію і флот на випадок необхідності. Місцеві уряди дбають про внутрішні справи, але всесвітня Республіка втручається, якщо нації відмовляються підкорятися її законам або апелюють у суперечках із сусідами. Столиця Республіки не повинна бути прив'язана до жодної національної держави, і розміщується на Азорських островах, оскільки це гірські вершини затонулої Атлантиди — «могутньої імперії, знищеної Господом за свої гріхи».

## Пам'ять
Едвард Андерсон стверджував, що «Доннеллі не був великим письменником і не претендував на цей статус», хоча Ігнатіус серйозно ставився до своїх робіт у галузі атлантології та шекспірознавства, і був переконаний, що зробив видатні відкриття в цих галузях. Після смерті Доннеллі «Атлантида» продовжувала перевидаватися і перекладатися різними мовами (включаючи норвезьку, шведську та німецьку), але, за словами біографа Едварда Андерсона, його праці циркулювали в середовищі «культистів». Сам він був міцно забутим більш ніж на півстоліття, публікації про його кар'єру та письменницьку роботу були поодинокими. Джон Гікс займався спадщиною Доннеллі в загальному контексті американського популізму, який він розглядав як мейнстримний ідеологічний напрямок, більшість положень якого були наповнені американським державним правом. У статті 1921 року самому Ігнатіусу Доннеллі дано негативну характеристику як людині, успіху якої вічно заважав потяг до белетристики або абсурдних псевдонаук, накладений на марнославство та невміння розбиратися в людях. Втім, у монографії 1931 року, згодом багато разів перевиданій, Гікс віддав Доннеллі належне, назвавши його «найвизначнішим оратором» свого часу, який відзначився у всіх спробах реформування політичної та економічної системи США в період від закінчення Громадянської війни і до настання XX століття. П. Вірек та Р. Гофштадтер зосередилися на антисемітських мотивах у виступах та прозі Доннеллі, розглядаючи популізм як фундамент майбутнього американського фашизму, більш того, Гофштадтер знаходив паралелі популізму в європейських авторитарних ідеологіях, втім, не називаючи їх. Ревізіоністський підхід представляв Норман Поллак, який у 1960-ті роки в серії статей доводив, що популісти були прогресивними соціальними мислителями, критика яких була дуже радикальною для свого часу. Однак у 1970-ті роки стало зрозуміло, що для популістів було характерним міллєнаристське світовідчуття і прагнення повернути агарну утопію, яку вони протиставляли бездушності та егоїзму американського індустріального капіталізму.
«Перевідкрив» особистість Доннеллі в 1950-х роках Мартін Рідж, який 1962 року випустив першу об'ємну біографію політика, в якій показав важливість його спадщини для інтелектуальної історії США. Надалі основну частину досліджень, у яких розглядалися різні сторони літературної спадщини письменника, публікувало Історичне товариство Міннесоти. Аналітичну біографію Едварда Андерсона (1980), чимале місце в якій займають праці щодо Атлантиди та Рагнароку, романи та шекспірівське питання, рецензенти оцінювали як «компетентну», в якій героя вписано в контекст своєї епохи.
Будинок Доннеллі в Нінігері знесено, за різними даними, в 1930-ті чи 1940-ті роки. Архів письменника-політика зберігає Історичне товариство Міннесоти, він доступний на 167 мікрофільмах. Путівник архівними фондами опубліковано 1968 року. До 150-річчя Ігнатіуса Доннелі, 3 листопада 1981 року в Нінінгері біля підніжжя пагорба, на якому колись стояв його будинок, встановлено пам'ятний знак.

## Твори
- Donnelly I. The sonnets of Shakespeare: an essay. — Saint Paul : G.W. Moore, Minnesotian Office, 1859. — 16 p.
- Atlantis : the antediluvian world / by Ignatius Donnelly. — N. Y. : Harper, 1882. — x, 480 p.
- Ragnarok: the age of fire and gravel / by Ignatius Donnelly. — Chicago : R. S. Peale, 1887. — vi, 452 p.
- The great cryptogram: Francis Bacon's cipher in the so-called Shakespeare plays : In two vols. / By Ignatius Donnelly. — Chicago, New York and London : R. S. Peale & company, 1887. — ix, 998 p.
- Caesar’s Column / by Edmund Boisgilbert (Ignatius Donnelly, M. D.). — Chicago : F. J. Schulte & company, 1890. — 328 p.
- Doctor Huguet: A Novel / by Edmund Boisgilbert, M. D. (Ignatius Donnelly). — Chicago : F. J. Schulte & company, 1891. — 328 p.
- The golden bottle, or, The story of Ephraim Benezet of Kansas / by Ignatius Donnelly. — N. Y. : D. D. Merrill Co., 1892. — 313 p.
- The American people's money / by Ignatius Donnelly. — Chicago : Laird & Lee, 1895. — 186 p.
- The Cipher in the Plays, and on the Tombstone / by Ignatius Donnelly. — Minneapolis : Verulam Pub. Co., 1899. — 372 p.